# Bencze Mihály műveinek listája
Bencze Mihály tudományos publikációi megjelenési hely és időrend megjelölésével.

## Könyvek
1. Bencze Mihály: A Cenk árnyékában (Brassói Költők Antológiája), Fulgur Kiadó, Brassó, 1995
2. Bencze Mihály: Lélekvándorlás (versek), Fulgur Kiadó, Brassó, 1996
3. Bencze Mihály: Erdélyi és Nemzetközi Magyar Matematikai Versenyek (1984-1997), Fulgur Kiadó, Brassó, 1997
4. Bencze Mihály: Pogány Madonna (versek), Fulgur Kiadó, Brassó, 1998
5. Bencze Mihály: Erdélyi és Nemzetközi Magyar Matematikai Versenyek (1997-2002), Fulgur Kiadó, Brassó, 2002
6. Bencze Mihály és Marian Dincă: Inegalităţi geometrice (megjelenés alatt)
7. D.M. Bătineţu-Giurgiu, Bencze Mihály és Maria Bătineţu-Giurgiu: Şirul lui Traian Lalescu (megjelenés alatt)
8. Bencze Mihály és Magdó János: Zajzoni Rab István összegyűjtött írások, Fulgur Kiadó, Brassó, 2004
9. Bencze Mihály: Tóthpál Dániel élete és irodalmi munkássága, Fulgur Kiadó, Brassó, 2006

## Cikkek

### A Libertas Mathematicában (USA) megjelent cikkei
1. Mihály Bencze and Zhao Changjian: On Some New Inequalities similar to Certain Extensions of Hilbert Inequality, Libertas Mathematics, Vol. XXIV, 2004, pp. 173–182.
2. Zhao Changjian, Wing-Sum Cheung and Mihály Bencze: The Strengtheinig of Minkowski Inequality for mixed projection Bodies, Libertas Mathematics, Vol. XXVI, 2006, pp. 75–76.
3. Mihály Bencze: New Refinements of Cesaro`s inequality (1), Libertas Mathematica, Vol. XXVII, 2007, pp. 105–119.
4. Mihály Bencze: New means and New Refinements of Cesaro's Inequality and of the AM-GM-HM inequalities (2), Libertas Mathematica, Vol. XXVIII, 2008,pp. 93–124.
5. Mihály Bencze and Gao Mingzhe: An extended Hardy-Hilbert integral inequality (1), Libertas Mathematica, Vol. XXIX, 2009, pp. 101–112.

### A Research Report Collection (RGMIA)-ben (Ausztrália) megjelent cikkei
1. Mihály Bencze: About Seiffert’s Mean, RGMIA, Vol. 2, Nr. 3, 1999, pp. 421–428.
2. Zhao Changjian and Mihály Bencze: On the integral Analogue of two new type Hilbert generalization inequality, RGMIA, Vol. 5, Nr. 2, 2002, pp. 381–387.
3. Mihály Bencze and Zhao Chanjian: On a Few New Inequalities similar to Hilbert Inequality, RGMIA, Vol. 5, Nr. 3, 2002, pp. 479–485.
4. Changjian Zhao and Mihály Bencze: On Refinements of Two New Integral Inequalities, RGMIA, Vol. 7, Nr. 2/2004, pp. 277–282.
5. Changjian Zhao and Mihály Bencze: On Refinements of Reverse Hilbert Type Integral Inequalities, RGMIA, Vol. 7, Nr. 2/2004, pp. 309–314.
6. Changjian Zhao and Mihály Bencze: On the Certain Extensions of Hilbert Inequality, RGMIA, Vol. 7, Nr. 2/2004, pp. 343–350.
7. József Sándor and Mihály Bencze: On modified Hyperperfect Numbers, RGMIA, Vol. 8, Nr. 2, 2005, pp. 211–214.
8. Mihály Bencze: About Surányi’s Inequality, RGMIA, Vol. 8, Nr. 2, 2005, pp. 321–326.
9. József Sándor and Mihály Bencze: On Huygen's Trigonometric Inequality, RGMIA, Vol. 8, Nr. 3, 2005, pp. 495–500.
10. Mihály Bencze: About a New Mean, RGMIA, Vol. 8, Nr. 4, 2005, pp. 543–557.
11. Mihály Bencze: About Surányi's Inequality, RGMIA, Vol. 8, Nr. 4, 2005, pp. 611–616.
12. József Sándor and Mihály Bencze: An Improvement of the Harmonic-Geometric Inequality, RGMIA, Vol. 8, Nr. 4, 2005, pp. 681–682.
13. Mihály Bencze: About a New Mean, RGMIA, Vol. 9, Nr. 1, 2006, pp. 49–61.

### A Mathematics Magazine-ben (USA) megjelent cikkei
1. Mihály Bencze and N. Schaumberger: A New Proof of AM-GM Inequality, Mathematics Magazine, 1991

### A Didactica matematiciiben (Cluj-Napoca) megjelent cikkei
1. Popoviciu Florin and Mihály Bencze: Asupra a trei simboluri de bază din analiză, Cluj-Napoca, Vol. 8, 1993, pp. 129–139.
2. Zhao Changjian and Mihály Bencze: Proving Geometric Question by Induction, Didactica Matematicii, Cluj-Napoca, Vol. 25, No. 2, 2007, pp. 21–24.

### A Gammában (Brassó) megjelent írásai
1. Bencze Mihály: Mari matematicieni români, Gheorghe Ţiteica, Gamma, Nr. 1, 1978, pp. 2–4.
2. Bencze Mihály, Adrian Popescu: Demonstraţia câtorva proprietăţi de ordonare, Gamma, Nr. 1, 1978, pp. 5–6.
3. Bencze Mihály: Mari matematicieni români, Traian Lalescu, Gamma, Nr. 2, 1978, pp. 1–2.
4. Bencze Mihály: În sprijinul elevilor de clasa a IX-a, Gamma, Nr. 2, 1978, pp. 3–5.
5. Bencze Mihály: Identităţi curioase, Gamma, Nr. 2, 1978, pp. 10–11.
6. Bencze Mihály: Mari matematicieni români, Dimitrie Pompeiu, Gamma, Nr. 3, 1979, pp. 1–2.
7. Bencze Mihály: Pătrate magice, Gamma, Nr. 3, 1979, pp. 3–4.
8. Bencze Mihály: Unde este greşeala?, Gamma, Nr. 3, 1979, pp. 8–10.
9. Bencze Mihály, Popescu Adrian: Solutţiile problemelor date la concursul de matematică, faza pe şcoală, 28.I.1979, Gamma, Nr. 3, 1979, pp. 13–18.
10. Bencze Mihály: Anecdote despre mari matematicieni, Gamma, Nr. 1, 1980, pp. 1.
11. Bencze Mihály: Câteva probleme celebre de matematică, Gamma, Nr. 1, 1980, pp. 2.
12. Bencze Mihály: Cugetări despre învăţământ, Gamma, Nr.2, 1981, pp. 1–2.
13. Bencze Mihály: Unde este greşeala?, Gamma, Nr.2, 1981, pp. 24.
14. Bencze Mihály: Infinitul, Gamma, Nr.3, 1981, pp. 1.
15. Bencze Mihály és Szász Ferenc: Cubul magic, Gamma, Nr.3, 1981, pp. 2–3.
16. Bencze Mihály: Unde este greşeala?, Gamma, Nr.3, 1981, pp. 4.
17. Bencze Mihály: Probleme date la olimpiada de matematică, faza judeţeană, 15.02.1981, Braşov, Gamma, Nr.3, 1981, pp. 5–8.
18. Bencze Mihály: Anecdote, Gamma, Nr.4, 1981, pp. 1.
19. Bencze Mihály: Asupra unor inegalităţi integrale, Gamma, Nr.4, 1981, pp. 6–8.
20. Bencze Mihály: Unde este greşeala?, Gamma, Nr.4, 1981, pp. 9.
21. Bencze Mihály: Unde este greşeala?, Gamma (IV), Nr.1, 1981, pp. 5.
22. Bencze Mihály: Probleme rezolvate, Gamma (IV), Nr.1, 1981, pp. 9–11.
23. Bencze Mihály: Olimpiada de matematică, Gamma (IV), Nr.2, 1982, pp. 5–7.
24. Bencze Mihály: Unde este greşeala?, Gamma (IV), Nr.2, 1982, pp. 8–9.
25. Bencze Mihály: Asupra unor ecuaţii diferenţiale, Gamma (IV), Nr.3, 1982, pp. 15–16.
26. Bencze Mihály: Mini istoric matematic, Gamma (IV), Nr.3, 1982, pp. 17.
27. Bencze Mihály: Unde este greşeala?, Gamma (IV), Nr.3, 1982, pp. 18.
28. Bencze Mihály: Asupra unor identităţi, Gamma (IV), Nr.1, 1982, pp. 1.
29. Bencze Mihály: Mini istoric matematic, Gamma (IV), Nr.2, 1982, pp. 6.
30. Bencze Mihály: Unde este greşeala?, Gamma (IV), Nr.1, 1982, pp. 7–8.
31. Bencze Mihály: Probleme rezolvate, Gamma (IV), Nr.1, 1982, pp. 9–10.
32. Bencze Mihály: Probleme rezolvate, Gamma (IV), Nr.2, 1983, pp. 6.
33. Bencze Mihály: Unde este greşeala?, Gamma (IV), Nr.2, 1983, pp. 7.
34. Bencze Mihály: Mini istoric matematic, Gamma (IV), Nr.2, 1983, pp. 8.
35. Bencze Mihály: Matematică şi grafică, Gamma (IV), Nr.3, 1983, pp. 4.
36. Bencze Mihály: Algoritm pentru restaurarea cubului Rubic, Gamma (V), Nr.3, 1983, pp. 5–7.
37. Bencze Mihály: Topologie distractivă, Gamma (V), Nr.3, 1983, pp. 7.
38. Bencze Mihály: Mini istoric matematic, Gamma (V), Nr.3, 1983, pp. 11.
39. Bencze Mihály: Probleme rezolvate, Gamma (V), Nr.3, 1983, pp. 12–14.
40. Bencze Mihály: Unde este greşeala?, Gamma (V), Nr.3, 1983, pp. 15.
41. Bencze Mihály: Mini istoric matematic, Gamma (VI), Nr.1, 1983, pp. 13.
42. Bencze Mihály: Probleme rezolvate, Gamma (VI), Nr.1, 1983, pp. 14–18.
43. Bencze Mihály: Unde este greşeala?, Gamma (VI), Nr.1, 1983, pp. 19.
44. Bencze Mihály: Mini istoric matematic, Gamma (VI), Nr.2-3, 1984, pp. 11.
45. Bencze Mihály: Probleme rezolvate, Gamma (VI), Nr.2-3, 1984, pp. 16–20.
46. Bencze Mihály: Unde este greşeala?, Gamma (VI), Nr.2-3, 1984, pp. 21.
47. Bencze Mihály: Mini istoric matematic, Gamma (VII), Nr.1-2, 1984, pp. 16.
48. Bencze Mihály: Probleme rezolvate, Gamma (VII), Nr.1-2, 1984, pp. 17–20.
49. Bencze Mihály: Unde este greşeala?, Gamma (VII), Nr.1-2, 1984, pp. 21.
50. Bencze Mihály: Depre inegalitatea lui E. Hlawka, Gamma (VII), Nr.3, 1985, pp. 5–7.
51. Bencze Mihály: Mini istoric matematic, Gamma (VII), Nr.3, 1985, pp. 15.
52. Bencze Mihály: Probleme rezolvate, Gamma (VII), Nr.3, 1985, pp. 16–21.
53. Bencze Mihály: Unde este greşeala?, Gamma (VII), Nr.3, 1985, pp. 22.
54. Bencze Mihály: Mini istoric matematic, Gamma (VIII), Nr.1, 1985, pp. 14.
55. Bencze Mihály: Probleme rezolvate, Gamma (VIII), Nr.1, 1985, pp. 16–20.
56. Bencze Mihály: Unde este greşeala?, Gamma (VIII), Nr.1, 1985, pp. 21.
57. Bencze Mihály: Aplicaţii ale unor şiruri de recurentă in Teoria ecuaţiilor diofantice, Gamma (VII), Nr.4-5, 1985, pp. 15–18.
58. Bencze Mihály: Despre o interesantă relaţie geometrică, Gamma (VII), Nr.4-5, 1985, pp. 19.
59. Bencze Mihály: Mini istoric matematic, Gamma (VII), Nr.4-5, 1985, pp. 22.
60. Bencze Mihály: Probleme rezolvate, Gamma (VII), Nr.4-5, 1986, pp. 23–28.
61. Bencze Mihály: Unde este greşeala?, Gamma (VII), Nr.4-5, 1986, pp. 29.
62. Bencze Mihály, C.T. Nedelcu: Asupra problemei 19789, Fracţii continue, Aplicaţii, Gamma (VIII), Nr.2, 1986, pp. 10–13.
63. Bencze Mihály: Mini istoric matematic, Gamma (VIII), Nr.2, 1986, pp. 19.
64. Bencze Mihály: Probleme rezolvate, Gamma (VIII), Nr.2, 1986, pp. 21–25.
65. Bencze Mihály: Unde este greşeala?, Gamma (VIII), Nr.2, 1986, pp. 26.
66. Bencze Mihály: Mini istoric matematic, Gamma (VIII), Nr.3, 1986, pp. 15.
67. Bencze Mihály: Probleme rezolvate, Gamma (VIII), Nr.3, 1986, pp. 16–20.
68. Bencze Mihály: Unde este greşeala?, Gamma (VIII), Nr.3, 1986, pp. 21.
69. Bencze Mihály: Triunghiul ortomedian, Gamma (IX), Nr.1, 1986, pp. 23–25.
70. Bencze Mihály: Mini istoric matematic, Gamma (IX), Nr.1, 1986, pp. 26.
71. Bencze Mihály: Probleme rezolvate, Gamma (IX), Nr.1, 1986, pp. 28–29.
72. Bencze Mihály: Unde este greşeala?, Gamma (IX), Nr.1, 1986, pp. 30.
73. Bencze Mihály: Mini istoric matematic, Gamma (IX), Nr.2, 1987, pp. 34.
74. Bencze Mihály: Probleme rezolvate, Gamma (IX), Nr.2, 1987, pp. 35–36.
75. Bencze Mihály: Unde este greşeala?, Gamma (IX), Nr.2, 1987, pp. 37.
76. Bencze Mihály: Probleme rezolvate, Gamma (X), Nr.1-2, 1987, pp. 48–49.
77. Bencze Mihály: Unde este greşeala?, Gamma (X), Nr.1-2, 1987, pp. 50.
78. Bencze Mihály: Generalizarea limitei lui Traian Lalescu, Gamma (X), Nr.3-4, 1988, pp. 41.
79. Bencze Mihály: Mini istoric matematic, Gamma (X), Nr.3-4, 1988, pp. 42.
80. Bencze Mihály: Probleme rezolvate, Gamma (X), Nr.3-4, 1988, pp. 53–54.
81. Bencze Mihály: Unde este greşeala?, Gamma (X), Nr.3-4, 1987, pp. 55.
82. Bencze Mihály: Unde este greşeala?, Gamma (XI), Nr.1-2, 1988, pp. 68.

### A Brassói füzetek (Hipstern)-ben (Brassó) megjelent írásai
1. Bencze Mihály: E pericolosa sporgesi, Brassói Füzetek, Nr. 1, 1990, pp. 8–9.
2. Bencze Mihály: Gordiuszi csomó, Pótvizsga, Brassói Füzetek, Nr. 1, 1990, pp. 25.
3. Bencze Mihály: Kínai asztrológia, Paganini, Brassói Füzetek, Nr. 1, 1990, pp. 48–55.
4. Bencze Mihály: Hűség, Paganini, Brassói Füzetek, Nr. 1, 1990, pp. 55.
5. Bencze Mihály: Talpig fehérben, Brassói Füzetek, Nr. 2, 1990, pp. 36–37.
6. Bencze Mihály: Jézus a legifjabb tanítványokhoz…, Brassói Füzetek, Nr. 2, 1990, pp. 42–50.
7. Bencze Mihály: Negyvenéves a Murphológia, Brassói Füzetek, Nr. 2, 1990, pp. 93–95.
8. Bencze Mihály: Kis mítosz lexikon, Brassói Füzetek, Nr. 2, 1990, pp. 13–131.
9. Bencze Mihály: Száz éve született Bíró László, Brassói Füzetek, Nr. 3, 1991, pp. 30–31.
10. Bencze Mihály: A Székely himnusz története, Brassói Füzetek, Nr. 3, 1991, pp. 36–37.
11. Bencze Mihály és Váradi Mária: Amikor az úton kitörik egy jegenyefa, Brassói Füzetek, Nr. 5, 1993, pp. 102–106.
12. Bencze Mihály: Kós Károly, Brassói Füzetek, Nr. 6, 1994, pp. 4–5.
13. Bencze Mihály és Váradi Mária: A végeket kell erősíteni (Szikszay Jenő élete), Brassói Füzetek, Nr. 6, 1994, pp. 37–41.
14. Bencze Mihály: Értelem és szenvedély, Brassói Füzetek, Nr. 8, 1996, pp. 48.
15. Bencze Mihály: Szeptember, Brassói Füzetek, Nr. 8, 1996, pp. 103.
16. Bencze Mihály: Ha Dónát feltámadna…, Brassói Füzetek, Nr. 8, 1996, pp. 110.
17. Bencze Mihály: Táltos éve, Brassói Füzetek, Nr. 8, 1996, pp. 111.
18. Bencze Mihály: Imigyen szóla Koppány, Brassói Füzetek, Nr. 12, 2000, pp. 2.
19. Bencze Mihály: Opra Benedek, Brassói Füzetek, Nr. 12, 2000, pp. 68–75.
20. Bencze Mihály: Flagellum Dei, Brassói Füzetek, Nr. 12, 2000, pp. 109–110.
21. Bencze Mihály: Hol sírjaink domborulnak (a Brassói magyar temetők felszámolása), Brassói Füzetek, Nr. 12, 2000, pp. 251–312.

### A Smarandache Notions Journalban (USA) megjelent cikkek
1. Mihály Bencze: Problems, Smarandache Notions Journal, Vol. 7, Nr. 1-2-3, 1996, pp. 139–141.
2. C. Dumitrescu and Mihály Bencze: References on Smarandache Notions (I), Smarandache Notions Journal, Vol. 8, Nr. 1-2-3, 1997, pp. 225–233.
3. Sandy P. Chimienti and Mihály Bencze: Smarandache Paradoxist Geometry, Smarandache Notions Journal, Vol. 9, Nr. 1-2, 1998, pp. 42–43.
4. Sandy P. Chimienti and Mihály Bencze: Smarandache Non-Geometry, Smarandache Notions Journal, Vol. 9, Nr. 1-2, 1998, pp. 44–45.
5. Sandy P. Chimienti and Mihály Bencze: Smarandache Counter-Projective Geometry, Smarandache Notions Journal, Vol. 9, Nr. 1-2, 1998, pp. 46–47.
6. Sandy P. Chimienti and Mihály Bencze: Smarandache Anti-Geometry, Smarandache Notions Journal, Vol. 9, Nr. 1-2, 1998, pp. 48–62.
7. Mihály Bencze: A New Inequality for the Smarandache Function, Smarandache Notions Journal, Vol. 10, Nr. 1-2-3, 1999, pp. 139-.
8. Mihály Bencze: An Inequality for the Smarandache Function, Smarandache Notions Journal, Vol. 10, Nr. 1-2-3, 1999, pp. 160.
9. Mihály Bencze: Smarandache Relationships and Subsequences, Smarandache Notions Journal, Vol. 11, Nr. 1-2-3, 2000, pp. 79–85.
10. Mihály Bencze: Smarandache Recurrence Type Sequences, Smarandache Notions Journal, Vol. 11, Nr. 1-2-3, 2000, pp. 99–102.
11. Mihály Bencze: Open Question for the Smarandache Function, Smarandache Notions Journal, Vol. 12, Nr. 1-2-3, 2001, pp. 201–203.
12. Mihály Bencze: About the S(n)=S(n-S(n)) Equation, Smarandache Notions Journal, Vol. 11, Nr. 1-2-3, 2000, pp. 249.

### Az Iskolakultúrában (Budapest) megjelent cikkei
1. Bencze Mihály: Irodalom és matematika, Iskolakultúra, Budapest, II. évfolyam, 3. szám, 1992/1993, pp. 52–53.
2. Bencze Mihály: Egy kreatív matematika óra, Iskolakultúra, Budapest, IV. évfolyam, 10. szám, 1994, pp. 58–59.

### A matematika tanításában (Budapest) megjelent cikkei
1. Bencze Mihály: Fibonacci egyik feladatáról, A Matematika Tanítása, Nr. 1, 1979, pp. 17–18.
2. Bencze Mihály: Néhány sor alkalmazása a számelméletben, A Matematika Tanítása, Nr. 5, 1980, pp. 138–141.
3. Bencze Mihály: Összegekről, A Matematika Tanítása, Nr. 1, 1983, pp. 18–20.
4. Bencze Mihály: A súlyozott közepek közötti egyenlőtlenségek, A Matematika Tanítása, Nr. 5, 1985, pp. 154–158.
5. Bencze Mihály: Egyenlőtlenségek a háromszögben, A Matematika Tanítása, Nr. 5, 1987, pp. 152–162.
6. Bencze Mihály: Két módszer páratlan rendű bűvös négyzetek szerkesztésére, A Matematika Tanítása, Nr. 4, 1988, pp. 123–126.
7. Bencze Mihály: Az „e” számmal kapcsolatos egyenlőtlenségek, A Matematika Tanítása, Nr. 1, 1989, pp. 6–13.
8. Bencze Mihály és Popovici Florin: Egy mértani szélsőérték feladatról, A Matematika Tanítása, Nr. 3, 1994, pp. 14–16.
9. Bencze Mihály: Egy egyenlőtlenség és alkalmazásai, A Matematika Tanítása, Nr. 3, 2005, pp. 12–13.
10. Bencze Mihály: Egy új középről, A Matematika Tanítása, Nr. 4, 2005, pp. 3–5.
11. Bencze Mihály: A Jensen-féle egyenlőtlenség egy élesítése, A Matematika Tanítása, Nr. 4, 2006, pp. 17–19.
12. Bencze Mihály: Egyenlőtlenségek a háromszögben (II), A Matematika Tanítása, Nr. 5, 2006, pp. 14–16.
13. Bencze Mihály: Ptolemaiosz tételének általánosítása, A Matematika Tanítása, Nr. 2, 2007, pp. 3–4.
14. Bencze Mihály: Menelaosz tételének egy általánosítása, A Matematika Tanítása, Nr. 5, 2007, pp. 15–18.
15. Bencze Mihály: A Hermite-féle azonosság általánosítása, A Matematika Tanítása, Nr. 4, 2008, pp. 3–8.
16. Bencze Mihály: Az identrikus középről, A Matematika Tanítása, Nr. 5, 2009,pp. 15–16.

### A Polygonban (Szeged) megjelent cikkei
1. Bencze Mihály és Marian Dincă: Az Erdős-Mordell tételről, Polygon, XIII kötet, 1 szám, 2004, pp. 51–54.
2. Bencze Mihály: Euler egyenlőtlenségének élesítései, Polygon, XIV kötet, 2 szám, 2005, pp. 35–56.
3. Maria Bătineţu-Giurgiu, D.M. Bătineţu-Giurgiu és Bencze Mihály: Deriválható sorozatok, Polygon, XV kötet, 1 szám, 2006, pp. 54–65.

### A Matematikai lapok (Matlap)-ban (Kolozsvár) megjelent cikkek
1. Bencze Mihály: Egyenlőtlenségekről, Matematikai Lapok, Nr. 2, 1976, pp. 54–47.
2. Bencze Mihály: Matematikai Jegyzet, Matematikai Lapok, Nr. 7, 1977, pp. 285–287.
3. Bencze Mihály: A Lucas-féle rekurzív sorozatokról, Matematikai Lapok, Nr. 10, 1978, pp. 413–417.
4. Bencze Mihály: A Csebisev-féle egyenlőtlenség egy általánosítása, Matematikai Lapok, Nr. 6, 1979, pp. 253–256.
5. Bencze Mihály: Rekurzív sorozatok alkalmazása a diofantikus egyenletek elméletében, Matematikai Lapok, Nr. 5, 1985, pp. 172–175.
6. Bencze Mihály: Természetes számok két típusú összege, Matematikai Lapok, Nr. 8, 1985, pp. 286–288.
7. Bencze Mihály: Egy versenyfeladat és alkalmazásai, Matematikai Lapok, Nr. 6, 1986, pp. 179–186.
8. Bencze Mihály: Egy integráltípus és alkalmazásai, Matematikai Lapok, Nr. 2, 1987, pp. 62–69.
9. Bencze Mihály: Erdős Pál egy sejtéséről, Matematikai Lapok, Nr. 5-6, 1988, pp. 196–197.
10. Bencze Mihály és Tóth László: Az „e” számmal kapcsolatos egyenlőtlenségek, Matematikai Lapok, Nr. 2, 1989, pp. 65–71.
11. Bencze Mihály: A Bernoulli-féle számok egyik alkalmazása, Matematikai Lapok, Nr. 7, 1989, pp. 237–238.
12. Bencze Mihály: A háromszög egy csoportjáról, Matematikai Lapok, 1990, pp. 25–30.
13. Bencze Mihály: Kombinációs azonosságok, Matematikai Lapok, Nr. 5, 1990, pp. 167–173.
14. Bencze Mihály, Sándor József, Tóth László: Az „e” számmal kapcsolatos egyenlőtlenségek II, Matematikai Lapok, Nr. 8-9, 1990, pp. 281–283.
15. Bencze Mihály: Egy újabb bizonyítás a számtani és mértani közepek közötti egyenlőtlenségekre, Matematikai Lapok, Nr. 10-11-12, 1990, pp. 344–346.
16. Bencze Mihály: Azonosság megoldása mint diofántoszi egyenlet, Matematikai Lapok, No. 10-11-12, 1987, pp. 357–361.
17. Bencze Mihály: Az n-ed rendű gyökvonás, Matematikai Lapok, Nr. 2, 1991, pp. 62–64.
18. Bencze Mihály és Popovici Florin: Permutációk, Matematikai Lapok, Nr. 7, 1991, pp. 285–296.
19. Bencze Mihály: I Wildt József Matematikai Verseny, Matematikai Lapok, Nr. 8, 1991, pp. 306–311.
20. Bencze Mihály és Popovici Florin: Permutációk és alkalmazásai (II), Matematikai Lapok, Nr. 8, 1991, pp. 328–333.
21. Bencze Mihály: I. Székely Mikó Matematikai Verseny, Matematikai Lapok, Nr. 2, 1991, pp. 79–80.
22. Bencze Mihály: Márton Áron Matematikai Verseny, Matematikai Lapok, Nr. 6, 1992, pp. 209–218.
23. Bencze Mihály, Ţuţuianu Maria és Popovici Florin: Matematikai Verseny-megyei szakasz, Brassó, Matematikai Lapok, Nr. 7, 1992, pp. 260–269.
24. Bencze Mihály és Popovici Florin: Komplex számok a középiskolában, Matematikai Lapok, Nr. 8, 1992, pp. 284–291.
25. Bencze Mihály: I Nemzetközi Magyar Matematikai Verseny, Matematikai Lapok, Nr. 10, 1992, pp. 375–384.
26. Bencze Mihály: II Wildt József Matematikai Verseny, Matematikai Lapok, Nr. 1, 1993, pp. 10–16.
27. Bencze Mihály: II Székely Mikó Matematikai Verseny, Matematikai Lapok, Nr. 2, 1993, pp. 48–55.
28. Bencze Mihály: I Bolyai János Emlékverseny, Matematikai Lapok, Nr. 5, 1993, pp. 170–179.
29. Bencze Mihály és András Szilárd: II Nemzetközi Magyar Matematikai Verseny, Matematikai Lapok, Nr. 7, 1993, pp. 252–258.
30. Bencze Mihály és András Szilárd: II Nemzetközi Magyar Matematikai Verseny, Matematikai Lapok, Nr. 8, 1993, pp. 290–299.
31. Bencze Mihály: III Wildt József Matematikai Verseny, Matematikai Lapok, Nr. 10, 1993, pp. 362–370.
32. Bencze Mihály és Nyáguly Sándor: Wildt József, Matematikai Lapok, Nr. 10, 1993, pp. 361–362.
33. Bencze Mihály és Popovici Florin: Leibniz tételének egy általánosítása, Matematikai Lapok, Nr. 2, 1994, pp. 41–44.
34. Bencze Mihály: III Székely Mikó Matematikai Verseny, Matematikai Lapok, Nr.4, 1994, pp. 132–139.
35. Bencze Mihály és András Szilárd: III Nemzetközi Magyar Matematikai Verseny, Matematikai Lapok, Nr. 7, 1994, pp. 252–256.
36. Bencze Mihály és András Szilárd: III Nemzetközi Magyar Matematikai Verseny, Matematikai Lapok, Nr. 8, 1994, pp. 303–309.
37. Bencze Mihály: IV Wildt József Matematikai Verseny, Matematikai Lapok, Nr. 7, 1995, pp. 273–275.
38. Bencze Mihály: IV Wildt József Matematikai Verseny, Matematikai Lapok, Nr.8, 1995, pp. 298–305.
39. Bencze Mihály és Dezső Gábor: I Bolyai Farkas Matematikai Verseny, Matematikai Lapok, Nr. 8, 1995, pp. 306–313.
40. Bencze Mihály és Dezső Gábor: I Bolyai Farkas Matematikai Verseny, Matematikai Lapok, Nr. 9, 1995, pp. 334–337.
41. Bencze Mihály és András Szilárd: IV Nemzetközi Magyar Matematikai Verseny, Matematikai Lapok, Nr. 1, 1996, pp. 33–36.
42. Bencze Mihály és András Szilárd: IV Nemzetközi Magyar Matematikai Verseny, Matematikai Lapok, Nr. 2, 1996, pp. 54–62.
43. Bencze Mihály: V Wildt József Matematikai Verseny, Matematikai Lapok, Nr.4, 1996, pp. 128–139.
44. Bencze Mihály: III Székely Mikó Matematikai Verseny, Matematikai Lapok, Nr.5, 1996, pp. 169–177.
45. Bencze Mihály és András Szilárd: V Nemzetközi Magyar Matematikai Verseny, Matematikai Lapok, Nr. 8, 1996, pp. 287–304.
46. Bencze Mihály és András Szilárd: IV Székely Mikó Matematikai Verseny, Matematikai Lapok, Nr.6, 1997, pp. 214–225.
47. Bencze Mihály: VI Nemzetközi Magyar Matematikai Verseny, Matematikai Lapok, Nr. 8, 1997, pp. 288–300.
48. Bencze Mihály: VI Székely Mikó Matematikai Verseny, Matematikai Lapok, Nr.7, 1998, pp. 249–254.
49. Bencze Mihály és András Szilárd: VII Székely Mikó Matematikai Verseny, Matematikai Lapok, Nr.5-6, 1999, pp. 167–174.
50. Bencze Mihály: VIII Nemzetközi Magyar Matematikai Verseny, Matematikai Lapok, Nr. 5-6, 1999, pp. 194–201.
51. Bencze Mihály: In Memoriam Benkő József, Matlap, Nr. 2, 2002, pp. 281–282.
52. Bencze Mihály: A Cauchy-Bunjiakowski-Schwarz féle egyenlőtlenség egy új elemi bizonyítása, Matlap, Nr. 9, 2003, pp. 334–335.
53. Bencze Mihály: Egyenlőtlenségek a háromszögben, Matlap, Nr. 8, 2005, pp. 293–296.
54. Bencze Mihály: A matematika és a zene, Matlap, Nr. 5, 2006, pp. 196–197.
55. Bencze Mihály: A Hermite-féle azonosság egy általánosítása, Matlap, Kolozsvár, Nr. 8, 2008, pp. 299–301.
56. Bencze Mihály és Kovács Béla: Játék a számokkal, évszámokkal, még mindig 2015. Matlap, Kolozsvár, Nr 9. 2015, pp. 329–330.

### Az Erdélyi Matematikai Lapokban (Brassó) megjelent cikkek
1. Bencze Mihály: Az középarányosról, Erdélyi Matematikai Lapok (V), Nr. 1, 2003, pp. 13–14.
2. Bencze Mihály: Egy érdekes azonosság, Erdélyi Matematikai Lapok (V), Nr. 2, 2004, pp. 58–59.
3. Bencze Mihály: Összegekről, Erdélyi Matematikai Lapok (VI), Nr. 1, 2005, pp. 72–73.

### A Gazeta matematică Seria (A) (Bukarest)-ben megjelent cikkek
1. Bencze Mihály: Despre inegalitatea lui E. Hlawka, Gazeta Matematică (A), Nr. 1-2, 1985, pp. 48–50.
2. Bencze Mihály: O genertalizare a limitei lui Traian Lalescu, Gazeta Matematică (A), Nr. 4, 1988, pp. 158–159.
3. Bencze Mihály: O nouă demonstraţie a inegalităţilor dintre medii oinderate, Gazeta Matematică (A), Nr. 1, 1991, pp. 20–22.
4. Răzvan Anişca, Florin Popovici, Bencze Mihály: A simple proof of the generalized Lemma of Riemann, Gazeta Matematică (A), Nr. 2, 1996, pp. 99–103.
5. Florin Popovici, Bencze Mihály: Asupra schimbării de variabilă in integrala Riemann, Gazeta Matematică (A), Nr. 3, 1996, pp. 161–164.
6. Florin Popovici, Bencze Mihály: O demonstraţie a finitudinii reuniunii a două mulţimi finite, Gazeta Matematică (A), Nr. 1, 1997, pp. 47–49.
7. Florin Popovici, Bencze Mihály: Asupra ecuaţiilor diferenţiale ordinare de ordinul doi, lineare, cu coeficienţi constanţi, Gazeta Matematică (A), Nr. 3, 1997, pp. 198–201.
8. Florin Popovici, Bencze Mihály: O demonstraţie simplă a lemei lui Zorn, Gazeta Matematică (A), Nr. 4, 1999, pp. 268–272.
9. Bencze Mihály: Asupra unei conjecturi a lui Pál Erdős, Gazeta Matematică (A), Nr. 1, 1988, pp. 48–50.
10. Florin Popovici, Emil Stoica, Bencze Mihály: Asupra operatorilor izometrici, Gazeta Matematică (A), Nr. 3, 1999, pp. 183–198.
11. Bencze Mihály and Florin Popovici: Contributions to the theory of the Riemann integral, Gazeta Matematică (A), Nr. 4, 1999, pp. 255–265.
12. Bencze Mihály: A generalization of Euler`s constant, Gazeta Matematică (A), Nr. 1, 2000, pp. 64–69.
13. D.M. Bătineţu-Giurgiu, Bencze Mihály: Aplicaţii ale geometriei analitice în studiul unor şiruri ponderate geometric, Gazeta Matematică (A), Nr. 1, 2002, pp. 196–205.
14. Maria Bătineţu-Giurgiu, Dumitru Bătineţu-Giurgiu, Bencze Mihály: Asupra convergenţei şirurilor de medii asociate unor şiruri de numere reale strict positive, Gazeta Matematică (A), Nr. 2, 2005, pp. 138–144.
15. Maria Bătineţu-Giurgiu, Dumitru Bătineţu-Giurgiu, Bencze Mihály: Şirul lui Ghermănescu la 70 de ani de la apariţie, Gazeta Matematică (A), Nr. 1, 2006, pp. 20–33.
16. Mihály Bencze, Minculete Nicusor, Pop T. Ovidiu: Certain inequalities for the triangle, Gazeta Matematică (A), Nr. 3-4, 2012, pp. 86–93.

### A Gazeta matematică Seria (B) (Bukarest)-ben megjelent cikkek
1. Bencze Mihály: Aplicaţia şirurilor recurente în teoria diofantică, Gazeta Matematică (B), Nr. 5, 1985, pp. 136–138.
2. Bencze Mihály: Identităţi combinatorice, Gazeta Matematică (B), Nr. 6-7, 1990.
3. Bencze Mihály: A Generalization of T. Popoviciu`s Inequality, Gazeta Matematică (B), Nr. 4, 1991, pp. 159–161.
4. D.M. Bătineţu-Giurgiu, Bencze Mihály: Calculul unor integrale, Gazeta Matematică (B), Nr. 3, 2000, pp. 104–111.
5. D.M. Bătineţu-Giurgiu, Bencze Mihály: Interpretări geometrice privind şirul lui Lalescu, Gazeta Matematică (B), Nr. 7-8, 2002, pp. 264–270.
6. Maria Bătineţu-Giurgiu, D.M. Bătineţu-Giurgiu şi Bencze Mihály: Şiruri derivabile, Gazeta Matematică (B), Nr. 9, 2005, pp. 410–420.
7. Maria Bătineţu-Giurgiu, D.M. Bătineţu-Giurgiu, Bencze Mihály: Şiruri t-derivabile, Gazeta Matematică (B), Nr. 12, 2006, pp. 620–625

### A Középiskolai Matematikai Lapokban (KöMaL) (Budapest) megjelent cikkek
1. Bencze Mihály: Matematika és irodalom, Középiskolai Matematikai Lapok, Nr. 6, 1992, pp. 250–252.
2. Bencze Mihály: Változatok egy geometriai egyenlőtlenségre, Középiskolai Matematikai Lapok, Nr. 3, 1989, pp. 97–103.

### A Revista de matematică din Timişoara (Temesvár)-ban megjelent cikkek
1. Bencze Mihály: Asupra unor inegalităţi polinomiale, RMT, Nr. 2, 1977, pp. 10–11.
2. Bencze Mihály: O demonstraţie elementară a inegalităţii dintre medii, RMT, Nr. 1, 1998, pp. 9–10.
3. Mihály Bencze: O rafinare a inegalităţii lui Cesaro, RMT, Anul XII (seria a IV-a), nr. 3, 2007, pp. 8.

### A Revista de matematică şi informatică din Constanţa-ban megjelent cikkek
1. Mihály Bencze: Despre două inegalităţi, Revista de matematică şi Informatică, Constanţa, Nr. 1, 2006, pp. 3–4.
2. Mihály Bencze: Generalizarea şi rafinarea inegalităţii x^2+y^2+z^2>=xy+yz+zx, Revista de matematică şi Informatică, Constanţa, Anul VII, Nr. 2, 2007, pp. 8.

### A Studia Universitatis Babeş-Bolyai Mathematica (Kolozsvár)-ban megjelent cikkek
1. Bencze Mihály: On perfect numbers, Studia Mathematica Univ. Babeş-Bolyai, Nr. 4, 1981, pp. 14–18.
2. Zhao Changjian, Wing-Sum Cheung and Mihály Bencze: On reverse Hilbert type inequalities, Studia Universitatis Babeş-Bolyai, 4/2004, pp. 53–61.
3. Zhao Changjian, Wing-Sum Cheung and Mihály Bencze: On Analogs of the Dual Brunn-Minkowski Inequalitz for Width-Integrals of convex Bodies, Studia Universitatis Babeş-Bolyai, Mathematica, Vol. LII, Nr. 2, June 2007, pp. 13–21.
4. Gao Mingzhe and Mihaly Bencze: Some extensions on Fan Ky’s inequality, Studia Univiversitatis. Babeş-Bolyai Mathematica, Vol 57 (2012), Nr. 3, pp. 317–323

### A Creative Mathematicsban (Nagybánya) megjelent cikkek
1. Mihály Bencze: About some new means, Creative Mathematics, Vol. 14, 2005, pp. 7–10.
2. Mihály Bencze: New refinements for the AM-GM-HM inequalities, Creative Mathematics, Vol. 15, 2006, pp. 7–16.
3. Mihály Bencze and Zhao Changjian: About Simpson-type and Hermite-type inequalities, Creative Mathematics, Vol. 17, No. 1, 2008, pp. 8–13.
4. Mihály Bencze: A cathegory of new inequalities, Creative Mathematics, Vol. 17, No. 1, 2008, pp. 137–141. Ovidiu T. Pop and
5. Mihály Bencze: New cathegory of inequalities, Creative Mathematics, Vol. 17, No.2, 2008, pp. 107–114.
6. Zhao Changjian and Mihály Bencze: On Hölder`s inequality and its applications, Creative Mathematics, Vol. 18, No. 1, 2009, pp. 10–16.
7. Yu-Dong Wu and Mihaly Bencze: The refinement and generalization of the double Cosnita-Turtoiu inequality with one parameter, Creative Mathematics, Vol 19, No 1, 2010, pp 96–100.
8. M. Bencze, N. Minculete and O. T. Pop: Certain aspects of some geometric inequalities, Creative Mathematics, Vol 19, No 2, 2010, pp 122–129.
9. Shang Xiaozhou, Gao Mingzhe and Mihaly Bencze: Hardy-Hilbert integral inequality with weights, Creative Mathematics, Vol 19, No 2, 2010, pp 218–226.
10. Shi Yanping, Mihaly Bencze and Gao Mingzhe: Some new extensions on Hilbert's integral inequality and its applications, Creative Mathematics, Vol 19, No 2, 2010, pp 227–234.

### A Proceedings of the Annual Meeting of the Romanian Society of Mathematical Sciencesben (Bukarest) megjelent cikkek
1. Florin Popovici and Mihály Bencze: O demonstraţie nouă şi simplă a formulei schimbării în integrala Riemann în condiţii foarte generale, Vol. 2, 1998, pp. 98–110.

### A Scientia Magnában (Kína) megjelent cikkek
1. Mihály Bencze: Neutrosophic applications in finance, economics and politics – a continuing bequest of knowledge bz an exemplasilz innovative mind, Scientia Magna, Vol. 2, Nr. 4, 2006, pp. 81–82.
2. Mihály Bencze: About a chain of Inequalities, Scientia Magna, Vol. 3, Nr. 2, 2007, pp.
3. Mihály Bencze, Nicusor Minculete, Ovidiu T. Pop: Inequalities betwen the sides and angles of an acute triangle, Scientia Magna, Vol 7, Nr 1, 2011, pp. 74–78.
4. Marius Dragan and Mihály Bencze: The Hadwiger-Finsler reverse in an acute triangle, Scientia Magna, Vol 7, nr 4, 2011, pp. 92–95.
5. Marius Dragan and Mihaly Bencze: A new refinement of the inequality...Scientia Magna,.Vol 8, nr 4, 2012, pp. 1–10.

### Az Arhimedében (Bukarest) megjelent cikkek
1. D.M. Bătineţu-Giurgiu şi Mihály Bencze: O clasă de recurenţe neliniare, Arhimede 11-12/2002, pp. 6–10.
2. D.M. Bătineţu-Giurgiu şi Mihály Bencze: Metode de abordare a unor limite de şiruri, Arhimede 11-12/2001, pp. 19–21.
3. D.M. Bătineţu-Giurgiu şi Mihály Bencze: O generalizare a unei probleme a lui György Szöllősy, Arhimede 1-2/2002, pp. 19–21.
4. D.M. Bătineţu-Giurgiu şi Mihály Bencze: O extindere geometrică a şirului Lalescu, Arhimede 9-10/2002, pp. 6–11.
5. D.M. Bătineţu-Giurgiu şi Mihály Bencze: Six inequalities in tetrahedron, Arhimede 7-8/2004, pp. 2–6.
6. Mihály Bencze and D.M. Bătineţu-Giurgiu: Areas of some polygons inscribed in parabolas, Arhimede, 11-12/2004, pp. 21–23.
7. Marian Dincă şi Mihály Bencze: Demonstraţia unor inegalităţi prin metoda lui Sturm, Arhimede, Nr. 1-2, 2005, pp. 4–9.
8. Marian Dincă şi Mihály Bencze: Demonstrarea inegalităţii Mac-Laurin prin metoda lui Sturm, Arhimede, Nr. 1-2, 2005, pp. 10–11.
9. Mihály Bencze and László Tóth: A generalization of an inequality belonging to Pólya and Szegő, Arhimede, Nr. 3-4, 2005, pp. 7–10.
10. Mihály Bencze and László Tóth: O generalizare a inegalităţii lui Pólya-Szegő, Arhimede, Nr. 9-12, 2005, pp. 10–13.
11. Mihály Bencze and D.M. Bătineţu-Giurgiu: Interesting operations in some numeration systems, Arhimede, Nr. 4-6, 2006, pp. 11–14.

### A Revista de matematicăSfera(Brăila-Dolj)-ban megjelent cikkek
1. Generalizarea şi rafinarea inegaliăţii x^2+y^2+z^2>=xy+yz+zx, Sfera, Anul. V, Nr. 10, 2007, pp. 9.

### A RECREAŢII MATEMATICE (Jászváros, Románia) szaklapban megjelent cikkei
1. Mihály Bencze: O rafinare a inegaliăţii dintre media aritmetică şi cea logaritmică, Recreaţii Matematice, Anul X, Nr. 1, 2008, pp. 39.
2. Mihály Bencze: O rafinare a inegaliăţii lui Euler, Recreaţii Matematice, Anul XI, Nr. 1, 2009, pp. 15–16.
3. Mihály Bencze: Utilizarea injectivitatii functiilor in rezolvarea ecuatiilor, Recreatii Matematice, Anul XV, Nr 1, 2013, pp. 27–28.
4. Mihály Bencze: Cateva generalizari si rafinari ale inegalitatii, Recreatii Matematice, Anul XV, Nr 2, 2013, pp. 103–105.

### A SINUS (Suceava, Románia) szaklapban megjelent cikkei
1. Mihály Bencze: O metodă de rafinare a inegaliăţiilor geometrice, SINUS, Anul V, Nr. 1 (13), 2009, pp. 13–14.

### A REVISTA DE MATEMATICĂ DIN VALEA JIULUI (Petrozsény, Románia) szaklapban megjelent cikkei
1. Mihály Bencze: O rafinare a inegaliăţii geometrice dintre media aritmetică şi cea geometrică, Revista de matematică din Valea Jiului, Nr. 1, 2008, pp. 4–5.
2. Mihály Bencze: O inegalitate între medii, Revista de matematică din Valea Jiului, Nr. 2, 2008, pp. 9–11.
3. Mihály Bencze és Gheorghe Stoica: Asupra unor probleme de incidenţă, Revista de matematică din Valea Jiului, Nr. 3, 2008, pp. 12–15.
4. Wei-Dong Jiang és Mihály Bencze: O problemă a lui D.M. Milošević, Revista de matematică din Valea Jiului, Nr. 1, 2009, pp. 8.
5. Mihály Bencze: Rafinări ale inegaliăţilor lui Euler şi Mitrinović, Revista de matematică din Valea Jiului, Nr. 2, 2009, pp. 14–17.
6. Mihály Bencze şi D.M. Bătineţu-Giurgiu: Asupra unei inegalităţi a lui Berkolaiko, Revista de matematică din Valea Jiului, Nr. 3, 2009, pp. 11–15.

### A REVISTA DE MATEMATICĂ ALFA (Craiova, Románia) szaklapban megjelent cikkei
1. Mihály Bencze: Despre o inegalitate clasică, Revista de matematică Alfa XV (seria a II-a), Nr. 1, 2009, pp. 8–9.

### A REVISTA DE MATEMATICĂ DIN GALAŢI (Galac, Románia) szaklapban megjelent cikkei
1. Mihály Bencze: O generalizare a unei probleme dată la USAMO 2004, Revista de matematică din Galaţi, Nr. 31, 2008, pp. 16–19.

### A MINUS (Tîrgovişte, Románia) szaklapban megjelent cikkei
1. Mihály Bencze: O generalizare a inegalităţii lui Berkolajko, Minus Nr. 2, 2008, pp. 18–20.
2. Mihály Bencze and Ovidiu Pop: Despre o rafinare a inegalităţii lui Euler, Minus Nr. 2, 2009, pp. 24–26.

### A REVUE D`ANALYSE NUMÉRIQUE ET DE THÉORIE DE L`APPROXIMATION (Kolozsvár, Románia) szaklapban megjelent cikkei
1. Mihály Bencze és Florin Popovici: A simple proof of Popoviciu`s inequality, Revue D`Analyse Numèrique et de Théorie de L`Approximation, Vol. 37, Nr. 2, 2008, pp. 127–132.

### A JOURNAL OF INEQUALITIES IN PURE AND APPLIED MATHEMATICS (JIPAM, Ausztrália) szaklapban megjelent cikkei
1. Shan-He Wu and Mihály Bencze: An equivalent triangle inequality and its applications, JIPAM, Vol. 10, issue 1, Article 16, 2009.

### A JOURNAL OF INEQUALITIES AND APPLICATIONS (USA) szaklapban megjelent cikkei
1. Huan-Nan Shi, Mihály Bencze, Shan-He Wu and Da-Mao Li: Schur convexity of generalized Heronian means involving two parameters, Hindawi Publishing Corporation, Journal of Inequalities and Applications, Vol. 2008, Article ID 879273, 9 pages, doi: 10.1155/2008/879273

A következő szakkönyveket szerkesztette és referálta:
1. W.B. Vasantha Kandasamy: Smarandache Non-Associative Rings, American Research Press, Rehoboth, NM, USA, 2002, ISBN 1-931233-69-1
2. W.B. Vasantha Kandasamy: Smarandache Semigoups., American Research Press, Rohoboth, MN, USA, 2002, ISBN 1-59973-013-8
3. Florentin Smarandache, V. Christiano, Fu Yuha, R. Khrapko, J. Hutchison: Unfolding the Labyrinth, Hexis-Phoenix, USA, 2006,ISBN 1-59973-013-8
4. Florentin Smarandache: Sequences of Numbers involving in Unsolved Problems, Hexis, USA, 2006,ISBN : 1-59973-006-5
5. Rajesh Singh, Panhaj Chauhan, Nirmala Sawan, Florentin Smarandache: Auxiliary Information and a Priori Values in Constructions of Improved Estimators, Renaissance High Press, USA, 2007, ISBN 1-59973-046-4
6. W. B. Vasantha Kandasamy, Florentin Smarandache, K. Ilanthenral: Special Fuzzy Matrices for Social Scientists, ISBN 1-59973-030-8 ISBN 978-1-59973-030-1 EAN: 9781599173030 Standard Adress Number: 297-5092, USA, Infololearnquest, AnnArbon, 2007
7. Florentin Smarandache: American paradoxist folklore, Info Learn Quest, USA, 2007,ISBN 1-59973-047-2
8. W.B. Vasantha Kandasamy, Florentin Smarandache, K. Ilanthenral: Special set linear algebra and special set fuzzy linear algebra,

ISBN 1-59973-106-1 ISBN 978-159-97310-6-3 EAN: 9781599731063 Standard Adress Number: 297-5092, Romania, Editura CuArt, 2009

### A BALKAN JOURNAL OF GEOMETRY AND IT`S APPLICATION (Bukarest, Románia) szaklapban megjelent cikkei
1. Chang-Jian Zhao and Mihály Bencze: Minkowski and Aleksandrov – Frenchet type inequalities, Balkan Journal of Geometry and its Applications (BJG), Vol. 14, Nr. 2, 2009, pp. 128–137.

### A BULLETIN MATHÉMATIQUE DE LA SOCIETE DES SCIENCES MATHÉMATIQUE DE ROUMANIE (Bukarest, Románia) szaklapban megjelent cikkei
1. Zhao Chang-Jian and Mihály Bencze: The Aleksandrov – Fenchel inequality of p-dual volumes, Bulletin Mathématique de la Seociete des Sciences Mathématique de Roumanie, Tome 51(99), Nr. 1, 2008, pp. 39–45.

### Az ANALELE ŞTIINŢIFICE ALE UNIVERSITĂŢII OVIDIUS CONSTANŢA; SERIA MATEMATICĂ (Konstanca, Románia) szaklapban megjelent cikkei
1. Zhao Chang-Jian and Mihály Bencze: On the inverse inequalities of two new type Hilbert integral inequalities, Analele Ştiinţifice ale Universităţii Ovidius, Constanţa, Seria Matematică, Vol. 16, Nr. 1, 2008, pp. 67–72.

### MISKOLC MATHEMATICAL NOTES (Miskolc, Magyarország) szaklapban megjelent cikkei
1. Mihály Bencze and Zhao Chang-Jian: Some new inverse-type Hilbert-Pachpatte Inequalities, Miskolc Mathematical Notes, Vol. 8, Nr. 1, 2007, pp. 23–30.

- A Brassó megye matematikai tanárainak konferenciáján (2007. június 9, Brassó, Románia) a következő dolgozatokat mutatta be:

1. Mihály Bencze: Generalization of Ptolemy's Theorem (a könyv 32-34 oldalán)
2. Mihály Bencze: A Generalization of Hermite's Identity ( a könyv 35-40 oldalán)

A konferencia dolgozatai könyv formában is megjelentek: Idei Matematice 2008, Editura Universităţii Transilvania din Braşov, Romania

### A JOURNAL OF MATHEMATICAL ANALYSIS AND APPLICATIONS (USA) szaklapban megjelent cikkei
1. Mihály Bencze, Constantin P. Niculescu, Florin Popovici: Popoviciu`s inequality for functions of several variables, Journal of Mathematical Analysis and Applications, Vol. 365, Issue, May, 2010, pp. 399–409.

### A FORUM GEOMETRICUM, Kanada szaklapban megjelent cikkei
1. Mihály Bencze and Ovidiu T. Pop: Congruent Contiguous Excircles, Forum Geometricum, Volume 14 (2014), pp. 397–402.

### Az Octogon Mathematical Magazine-ben megjelent cikkek
1. Mihály Bencze: A New Proof of the Arithmetic-Geometric Mean Inequality, Octogon Mathematical Magazine, Vol. 1, No. 1, April 1993, pp. 9–10.
2. F. Popovici and Mihály Bencze: A New proof of the Cantor-Shröder Theorem, Octogon Mathematical Magazine, Vol. 2, No. 1, April 1994, pp. 1–2.
3. Mihály Bencze: Generalization of Ptolemy`s First Theorem, Octogon Mathematical Magazine, Vol. 2, No. 1, April 1994, pp. 9–10.
4. Mihály Bencze: A New proof of the weighted Arithmetic-Geometric Mean Inequality, Octogon Mathematical Magazine, Vol. 2, No. 1, April1994, pp. 17–18.
5. Florin Popovici and Mihály Bencze: A Siple Proof of the Finiteness of the Union of Two Finite Sets, Octogon Mathematical Magazine, Vol. 3, No. 1, April 1995, pp. 2–3.
6. Mihály Bencze: About a Family of Curves of Peano Type, Octogon Mathematical Magazine, Vol. 3, No. 1, April 1995, pp. 10–13.
7. Mihály Bencze: A New Proof of the Arithmetic-Geometric Pondered Mean Inequality, Octogon Mathematical Magazine, Vol. 3, No. 1, April 1995, pp. 16–17.
8. Silvius Klein, Florin Popovici and Mihály Bencze: A New and Simple Proof of the Fundamental Theorem of the Arithmetic and Other Consideration Regarding the Divisibility of Natural Numbers, Octogon Mathematical Magazine, Vol. 3, No. 1, April 1995, pp. 42–46.
9. Florin Popovici and Mihály Bencze: A Simple Proof of Zorn`s Lemma, Octogon Mathematical Magazine, Vol. 3, No. 2, October 1995, pp. 19–22.
10. Florin Popovici, Silvius Klein and Mihály Bencze: The Principle of Finite Induction, Octogon Mathematical Magazine, Vol.3, No. 2, October 1995, pp. 32–39.
11. Florin Popovici, Mihály Bencze and Dorin Dutkay: A General Principle of Maximality and a Simple Proof of Zorn`s Lemma, Octogon Mathematical Magazine, Vol. 4, No. 1, April 1996, pp. 5–9.
12. László Tóth and Mihály Bencze: The Asymptotic Expansion of Traian Lalescu`s Series, Octogon Mathematical Magazine, Vol. 4, No. 1, April 1996, pp. 12–17.
13. Florin Popovici, Silvius Klein and Mihály Bencze: Remarks Regarding the Definition of the Riemann Integral, Octogon Mathematical Magazine, Vol. 4, No. 1, April 1996, pp. 21–26.
14. Florin Popovici and Mihály Bencze: Remarks Regarding the Wave Equation, Octogon Mathematical Magazine, Vol. 4, No. 1, April 1996, pp. 33–41.
15. Florin Popovici and Mihály Bencze: A Sufficient Condition of Extrem in the Variational Problem of Lagrange, Octogon Mathematical Magazine, Vol. 4, No. 1, April 1996, pp. 50–57.
16. Mihály Bencze: A Refinement of the Inequalities between Arithmetical, Geometrical, Harmonical Means, Octogon Mathematical Magazine, Vol. 4, No. 1, April 1996, pp. 61–65.
17. Florin Popovici and Mihály Bencze: The Change of Variable Formula in Riemann Integral in General Conditions, Octogon Mathematical Magazine, Vol. 4, No. 1, April 1996, pp. 69–71.
18. György Szöllősy and Mihály Bencze: On the Open Question 17, Octogon Mathematical Magazine, Vol. 4, No. 1, April 1996, pp. 79–80.
19. Florin Popovici, Emil Stoica and Mihály Bencze: On the Isometric Operators, Octogon Mathematical Magazine, Vol. 4, No. 2, October 1996, pp. 8–18.
20. Florin Popovici, Răzvan Anişca and Mihály Bencze: Regarding the Calculus of Real Integrals Using the Residue Theorem, Octogon Mathematical Magazine, Vol. 4, No. 2, October 1996, pp. 21–23.
21. Răzvan Anişca, Florin Popovici and Mihály Bencze: A Simple Proof of the Generalized Lemma of Riemann, Octogon Mathematical Magazine, Vol. 4, No. 2, October 1996, pp. 32–34.
22. Florin Popovici and Mihály Bencze: A simple Method for Solving the Second Order Linear Ordinary Differential Equations with Constants Coefficients, Octogon Mathematical Magazine, Vol. 4, No. 2, October 1996, pp. 41–42.
23. Radu Tudor, Răzvan Amişca, Florin Popovici and Mihály Bencze: A Characterization of the Commutativity of the Associative Algebraical Operations, Octogon Mathematical Magazine, Vol. 4, No. 2, October 1996, pp. 45–46.
24. Florin Popovici and Mihály Bencze: Relation Between the Bisectrices of a Triangle, Octogon Mathematical Magazine, Vol. 4, No. 2, October 1996, pp. 49–50.
25. Mihály Bencze: Pál Erdős an Eccentric Titan and the Mozart of Mathematics, Octogon Mathematical Magazine, Vol. 5, No. 1, April 1997, pp. 3–9.
26. Florin Popovici and Mihály Bencze: A New and Simple Proof of the Change of Variable Formula in the Riemann Integral in Very General Conditions, Octogon Mathematical Magazine, Vol. 5, No. 1, April 1997, pp. 10–18.
27. Florin Popovici and Mihály Bencze: The Transfinite Induction as a Characteristic Property of the Well Ordered Sets, Octogon Mathematical Magazine, Vol. 5, No. 1, April 1997, pp. 27–29.
28. Florin Popovici and Mihály Bencze: A Characterization of the set of Natural Numbers in the Class of Totally Ordered Sets, Octogon Mathematical Magazine, Vol. 5, No. 1, April 1997, pp. 38–42.
29. Florin Popovici and Mihály Bencze: Three New Symbols Useful in the Mathematical Analysis, Octogon Mathematical Magazine, Vol. 5, No. 1, April 1997, pp. 48–53.
30. Florin Popovici, Mihaela Negrea and Mihály Bencze: Remarks Regarding the Geometrical Motivation of the Definition of the Trigonometrical Functions, Octogon Mathematical Magazine, Vol. 5, No. 1, April 1997, pp. 57–62.
31. Mihály Bencze and Florin Popovici: About one of Pál Erdős`s Open Question, Octogon Mathematical Magazine, Vol. 5, No. 1, April 1997, pp. 66–67.
32. Florin Popovici, Mihály Bencze, Mihaela Negrea: A Characterization of the set of Integer Numbers in the Class of Totally Ordered Sets, Octogon Mathematical Magazine, Vol. 5, No. 2, October 1997, pp. 10–17.
33. Florin Popovici and Mihály Bencze: A Characterization of the Set of Rational Numbers in the Class of Totally Ordered Sets, Octogon Mathematical Magazine, Vol. 5, No. 2, October 1997, pp. 18–31.
34. Mihály Bencze and Florin Popovici: A Refinement of the Euler`s Inequality R≥2r, Octogon Mathematical Magazine, Vol. 5, No. 2, October 1997, pp. 39–45.
35. Mihály Bencze, Florin Popovici and Florentin Smarandache: About Very Perfect Numbers, Octogon Mathematical Magazine, Vol. 5, No. 2, October 1997, pp. 53–54.
36. Mihály Bencze, Florin Popovici and Florentin Smarandache: Inequalities for the Integer Part Function, Octogon Mathematical Magazine, Vol. 5, No. 2, October 1997, pp. 60–62.
37. Mihály Bencze and Florin Popovici: VII-th József Wildt Mathematical Competition, Octogon Mathematical Magazine, Vol. 5, No. 2, October 1997, pp. 82–94.
38. Mihály Bencze, Florin Popovici and Jutka Szilágyi: Mathematics and Literature, Octogon Mathematical Magazine, Vol. 6, No. 1, April 1998, pp. 39–41.
39. Mihály Bencze: A New Proof of the Arithmetic-Geometric Mean Inequality, Octogon Mathematical Magazine, Vol. 6, No. 1, April 1998, pp. 49–50.
40. Mihály Bencze and Florin Popovici: An Elementary Solution of a Problem of Pál Erdős, Octogon Mathematical Magazine, Vol. 6, No. 1, April 1998, pp. 56–58.
41. Mihály Bencze: Noncongruent Convex Polygons which have Equal Perimeters and Areas, Octogon Mathematical Magazine, Vol. 6, No. 1, April 1998, pp. 61–63.
42. Mihály Bencze and Florin Popovici: Two New Proofs of Inequality Between Arithmetical and Geometrical Means, Octogon Mathematical Magazine, Vol. 6, No. 1, April 1998, pp. 65–66.
43. Mihály Bencze, Florin Popovici and Florentin Smarandache: One Generalization of the Leibniz Theorem, Octogon Mathematical Magazine, Vol. 6, No. 1, April 1998, pp. 67–70.
44. Mihály Bencze, Florin Popovici and Florentin Smarandache: The Solution of OQ. 102, Octogon Mathematical Magazine, Vol. 6, No. 1, April 1998, pp. 81.
45. Mihály Bencze: A Generalization of Tiberiu Popoviciu`s Inequality, Octogon Mathematical Magazine, Vol. 6, No. 2, October 1998, pp. 34–36.
46. Mihály Bencze and Florin Popovici: Permutations, Octogon Mathematical Magazine, Vol. 6, No. 2, October 1998, pp. 43–61.
47. Mihály Bencze and István Lőrentz:About the Properties of the n-th Prime Numbers, Octogon Mathematical Magazine, Vol. 6, No. 2, October 1998, pp. 63–74.
48. Mihály Bencze: On Competition Problem and it`s Applications, Octogon Mathematical Magazine, Vol. 6, No. 2, October 1998, pp. 75–82.
49. Mihály Bencze and Florentin Smarandache: About the Characteristic Function of the Set, Octogon Mathematical Magazine, Vol. 6, No. 2, October 1998, pp. 86–96.
50. Mihály Bencze: A Generalization of Euler`s Constant, Octogon Mathematical Magazine, Vol. 6, No. 2, October 1998, pp. 98–100.
51. Mihály Bencze: Resolving Identity as a Diophantine Equation, Octogon Mathematical Magazine, Vol. 6, No. 2, October 1998, pp. 110–115.
52. Mihály Bencze and Florentin Smarandache: One Application of Wallis Theorem, Octogon Mathematical Magazine, Vol. 6, No. 2, October 1998, pp. 117–120.
53. Mihály Bencze: One Integral type and its Applications, Octogon Mathematical Magazine, Vol. 6, No. 2, October 1998, pp. 121–127.
54. Mihály Bencze: Two New Inequality for Smarandache Function, Octogon Mathematical Magazine, Vol. 6, No. 2, October 1998, pp. 128–129.
55. Mihály Bencze: Root of Extraction of Order “n”, Octogon Mathematical Magazine, Vol. 6, No. 2, October 1998, pp. 130–133.
56. Mihály Bencze: VIII-th József Wildt Mathematical Competition, Octogon Mathematical Magazine, Vol. 6, No. 2, October 1998, pp. 158–176.
57. Mihály Bencze and László Tóth: Inequalities Connected to the Number “e”, Octogon Mathematical Magazine, Vol. 7, No. 1, April 1999, pp. 12–20.
58. Mihály Bencze: About Hlawka`s Inequality, Octogon Mathematical Magazine, Vol. 7, No. 1, April 1999, pp. 26–32.
59. Mihály Bencze: Combinatorial Identities, Octogon Mathematical Magazine, Vol. 7, No. 1, April 1999, pp. 36–58.
60. Mihály Bencze: The Application of Numbers, Octogon Mathematical Magazine, Vol. 7, No. 1, April 1999, pp. 65–69.
61. Mihály Bencze: Applying of Recurrent Sequences in the Theory of Diophantine Equations, Octogon Mathematical Magazine, Vol. 7, No. 1, April 1999, pp. 76–80.
62. Mihály Bencze: On Luca`s Recurrent Sequence, Octogon Mathematical Magazine, Vol. 7, No. 1, April 1999, pp. 84–88.
63. Mihály Bencze: On Sums, Octogon Mathematical Magazine, Vol. 7, No. 1, April 1999, pp. 93–95.
64. Mihály Bencze: Inequalities in the Triangle, Octogon Mathematical Magazine, Vol. 7, No. 1, April 1999, pp. 99–107.
65. Mihály Bencze: A Generalization of Tchebishev`s Inequality, Octogon Mathematical Magazine, Vol. 7, No. 1, April 1999, pp. 115–119.
66. Mihály Bencze: The Sum of the Relatively Prime Numbers with a given Number, Octogon Mathematical Magazine, Vol. 7, No. 1, April 1999, pp. 123–125.
67. Mihály Bencze: On One of Fibonacci`s Problem, Octogon Mathematical Magazine, Vol. 7, No. 1, April 1999, pp. 128–129.
68. Mihály Bencze: A Generalization of Inequalities Between Pondered Means, Octogon Mathematical Magazine, Vol. 7, No. 1, April 1999, pp. 133–136.
69. Mihály Bencze: On Inequalities, Octogon Mathematical Magazine, Vol. 7, No. 1, April 1999, pp. 140–143.
70. Mihály Bencze: Two Types of Sums of Natural Numbers, Octogon Mathematical Magazine, Vol. 7, No. 1, April 1999, pp. 147–149.
71. Mihály Bencze and Florentin Smarandache: About Bernoulli`s Numbers, Octogon Mathematical Magazine, Vol. 7, No. 1, April 1999, pp. 151–153.
72. Florin Popovici and Mihály Bencze: A Simple Proof of Lebesgue`s Theorem of Characterization of the Riemann Integrable Functions, Octogon Mathematical Magazine, Vol. 7, No. 1, April 1999, pp. 156–162.
73. Mihály Bencze: A Generalization of Traian Lalescu`s Limit, Octogon Mathematical Magazine, Vol. 7, No. 1, April 1999, pp. 164–165.
74. Mihály Bencze and Florin Popovici: On a Geometric Extreme Value Problem, Octogon Mathematical Magazine, Vol. 7, No. 1, April 1999, pp. 166–169.
75. Marian Dincă and Mihály Bencze: A Generalization of Pál Erdős Problem and Solution to OQ. 129, Octogon Mathematical Magazine, Vol. 7, No. 1, April 1999, pp. 181–182.
76. Mihály Bencze: On the Open Question 17, Octogon Mathematical Magazine, Vol. 7, No. 1, April 1999, pp. 182–183.
77. Marian Dincă, Mihály Bencze, András Szilárd and Florentin Smarandache:A Solution to OQ. 128, Octogon Mathematical Magazine, Vol. 7, No. 1, April 1999, pp. 183–184.
78. Mihály Bencze: About Ramanujan`s Nested Radicals, Octogon Mathematical Magazine, Vol. 7, No. 2, October 1999, pp. 15–21.
79. Mihály Bencze: About λ-convex (λ-concave) Functions, Octogon Mathematical Magazine, Vol. 7, No. 2, October 1999, pp. 27–47.
80. Mihály Bencze: About Polynomial Inequalities, Octogon Mathematical Magazine, Vol. 7, No. 2, October 1999, pp. 51–75.
81. Mihály Bencze: The Cramer`s Rule and its Applications, Octogon Mathematical Magazine, Vol. 7, No. 2, October 1999, pp. 79–89.
82. Mihály Bencze: A Generalization of Vandermonde Formula, Octogon Mathematical Magazine, Vol. 7, No. 2, October 1999, pp. 94–96.
83. Mihály Bencze: About Characteristics of Polygons, Octogon Mathematical Magazine, Vol. 7, No. 2, October 1999, pp. 98–100.
84. Mihály Bencze: Equation with Radical Roots, Octogon Mathematical Magazine, Vol. 7, No. 2, October 1999, pp. 102–104.
85. Mihály Bencze: Solutions of József Wildt International Mathematical Competition, Octogon Mathematical Magazine, Vol. 7, No. 2, October 1999, pp. 130–143.
86. Mihály Bencze: About a Property of Convex (Concave) Functions, Octogon Mathematical Magazine, Vol. 8, No. 1, April 2000, pp. 16–22.
87. Mihály Bencze: A Refinement of the Inequality Between Pondered Means, Octogon Mathematical Magazine, Vol. 8, No. 1, April 2000, pp. 27–29.
88. Mihály Bencze: About a Property of Pondered Means, Octogon Mathematical Magazine, Vol. 8, No. 1, April 2000, pp. 34–37.
89. Mihály Bencze: About a Family of Inequalities Using the Integral Calculus, Octogon Mathematical Magazine, Vol. 8, No. 1, April 2000, pp. 42–59.
90. Mihály Bencze: About Inequalities and its Applications in Geometrie, Octogon Mathematical Magazine, Vol. 8, No. 1, April 2000, pp. 74–97.
91. Mihály Bencze: Inequalities for Means, Octogon Mathematical Magazine, Vol. 8, No. 1, April 2000, pp. 101–114.
92. Mihály Bencze: About Perfect k-th Powers of Positive Integers, Octogon Mathematical Magazine, Vol. 8, No. 1, April 2000, pp. 119–126.
93. Mihály Bencze: About a Family of Inequalities, Octogon Mathematical Magazine, Vol. 8, No. 1, April 2000, pp. 130–140.
94. Mihály Bencze: About a Family of Triangles, Octogon Mathematical Magazine, Vol. 8, No. 1, April 2000, pp. 151–156.
95. D.M. Bătineţu-Giurgiu and Mihály Bencze: About the Ponderation of the Lalescu Function, Octogon Mathematical Magazine, Vol. 8, No. 1, April 2000, pp. 162–168.
96. Marian Dincă and Mihály Bencze: A New Proof for an Inequality of Pál Erdős, Octogon Mathematical Magazine, Vol. 8, No. 1, April 2000, pp. 191–192.
97. Marian Dincă and Mihály Bencze: About Open Question OQ. 137, Octogon Mathematical Magazine, Vol. 8, No. 1, April 2000, pp. 212.
98. Marian Dincă and Mihály Bencze: About Open Question OQ. 245, Octogon Mathematical Magazine, Vol. 8, No. 1, April 2000, pp. 217.
99. Mihály Bencze: About Integral Quotients of Factorial Products, Octogon Mathematical Magazine, Vol. 8, No. 2, October 2000, pp. 305–319.
100. Mihály Bencze: An Application of the Primitive Roots of the Unit, Octogon Mathematical Magazine, Vol. 8, No. 2, October 2000, pp. 322–337.
101. Mihály Bencze: New Identities in Combinatorics, Octogon Mathematical Magazine, Vol. 8, No. 2, October 2000, pp. 339–354.
102. Mihály Bencze: Inequalities for Octogon Mathematical Magazine, Vol. 8, No. 2, October 2000, pp. 358–367.
103. Mihály Bencze: About Identities and its Applications, Octogon Mathematical Magazine, Vol. 8, No. 2, October 2000, pp. 373–379.
104. Mihály Bencze: A New Type of Mean Value Theorem, Octogon Mathematical Magazine, Vol. 8, No. 2, October 2000, pp. 381–384.
105. Mihály Bencze: The sum as Expression of 1+2+…+n, Octogon Mathematical Magazine, Vol. 8, No. 2, October 2000, pp. 388–391.
106. Mihály Bencze: A Generalization of the Combinatorial Coefficients, Octogon Mathematical Magazine, Vol. 8, No. 2, October 2000, pp. 398–402.
107. Marian Dincă and Mihály Bencze: A Refinement of E. Just, N. Schaunberger`s, P. Erdős-Mordell`s, H.C. Lenhard`s, Jensen`s and Tchebisheff`s Inequalities, Octogon Mathematical Magazine, Vol. 8, No. 2, October 2000, pp. 405–413.
108. Marian Dincă and Mihály Bencze: A New Geometric Inequality, Octogon Mathematical Magazine, Vol. 8, No. 2, October 2000, pp. 413–414.
109. Mihály Bencze: About Vandermonde`s Determinant and its Applications in Algebra and Geometrie, Octogon Mathematical Magazine, Vol. 8, No. 2, October 2000, pp. 424–428.
110. Mihály Bencze: About Euler`s Totient Function, Octogon Mathematical Magazine, Vol. 8, No. 2, October 2000, pp. 430–432.
111. Mihály Bencze: Special Inequalities in Triangle, Octogon Mathematical Magazine, Vol. 8, No. 2, October 2000, pp. 435–439.
112. Marian Dincă and Mihály Bencze: A Refinement of Erdős-Mordell`s Inequality, Octogon Mathematical Magazine, Vol. 8, No. 2, October 2000, pp. 442–443.
113. Marian Dincă and Mihály Bencze: A Geometric Inequality, Octogon Mathematical Magazine, Vol. 8, No. 2, October 2000, pp. 445–447.
114. D.M. Bătineţu-Giurgiu and Mihály Bencze: On Some Integrals of D. Acu and S. Tăbârcă, Octogon Mathematical Magazine, Vol. 8, No. 2, October 2000, pp. 453–463.
115. D.M. Bătineţu-Giurgiu and Mihály Bencze: A Generalization of the Bătineţu-Giurgiu Sequence, Octogon Mathematical Magazine, Vol. 8, No. 2, October 2000, pp. 466–470.
116. D.M. Bătineţu-Giurgiu and Mihály Bencze: One Some Primitives and on Some Integrals, Octogon Mathematical Magazine, Vol. 8, No. 2, October 2000, pp. 471–475.
117. Marian Dincă and Mihály Bencze: A Solution to OQ. 235, Octogon Mathematical Magazine, Vol. 8, No. 2, October 2000, pp. 508–509.
118. Mihály Bencze and Marian Dincă: Solution of József Wildt International Mathematical Competition, Octogon Mathematical Magazine, Vol. 8, No. 2, October 2000, pp. 533–541.
119. Mihály Bencze: New Inequalities and Applications for λ-Multiplicatively Convex Functions, Octogon Mathematical Magazine, Vol. 9, No. 1, April 2001, pp. 16–39.
120. Mihály Bencze: New Means, New Inequalities and Refinements, Octogon Mathematical Magazine, Vol. 9, No. 1, April 2001, pp. 46–104.
121. Mihály Bencze: About a Cathegory of New Means, Octogon Mathematical Magazine, Vol. 9, No. 1, April 2001, pp. 111–120.
122. Mihály Bencze: About the sum, Octogon Mathematical Magazine, Vol. 9, No. 1, April 2001, pp. 126–135.
123. Mihály Bencze: The -Convexity (Concavity) a Generalization of the Convexity (Concavity), Octogon Mathematical Magazine, Vol. 9, No. 1, April 2001, pp. 140–154.
124. Mihály Bencze and Marian Dincă: New Refinements for Inequalities Between Arithmetical, Geometrical, Harmonical Means and Applications, Octogon Mathematical Magazine, Vol. 9, No. 1, April 2001, pp. 159–183.
125. Mihály Bencze and Marian Dincă: A Property of λ-Multiplicatively Convex Functions, Octogon Mathematical Magazine, Vol. 9, No. 1, April 2001, pp. 187–205.
126. Marian Dincă and Mihály Bencze: New Inequalities for Polygons, Octogon Mathematical Magazine, Vol. 9, No. 1, April 2001, pp. 215–222.
127. Mihály Bencze: Inequalities for Medians in Triangle, Octogon Mathematical Magazine, Vol. 9, No. 1, April 2001, pp. 230–259.
128. Mihály Bencze: About Mihály Bencze`s Polynomial Inequalities, Octogon Mathematical Magazine, Vol. 9, No. 1, April 2001, pp. 263–272.
129. Mihály Bencze: About Inequalities in Triangle, Octogon Mathematical Magazine, Vol. 9, No. 1, April 2001, pp. 274–323.
130. D.M. Bătineţu-Giurgiu Mihály Bencze and Tănase Negoi: A Method of Determining Some Important Constants, Octogon Mathematical Magazine, Vol. 9, No. 1, April 2001, pp. 327–330.
131. Mihály Bencze and Marian Dincă: Sharp Inequalities in Triangle, Octogon Mathematical Magazine, Vol. 9, No. 1, April 2001, pp. 337–342.
132. Mihály Bencze: A New Generalization of Hlawka`s Inequality, Octogon Mathematical Magazine, Vol. 9, No. 1, April 2001, pp. 345–348.
133. Mihály Bencze: New Inequalities in Triangle, Octogon Mathematical Magazine, Vol. 9, No. 1, April 2001, pp. 355–368.
134. Marian Dincă and Mihály Bencze: A Generalization of Finsler-Hudwiger`s Inequality, Octogon Mathematical Magazine, Vol. 9, No. 1, April 2001, pp. 372–374.
135. Mihály Bencze and Marian Dincă: New Inequalities for Decreasing and Concave Functions, Octogon Mathematical Magazine, Vol. 9, No. 1, April 2001, pp. 376–380.
136. Mihály Bencze: Cardan`s Discriminant Method in Geometry of Triangle, Octogon Mathematical Magazine, Vol. 9, No. 1, April 2001, pp. 386–388.
137. Marian Dincă and Mihály Bencze: A Generalization of Ţiţeica`s Theorem, Octogon Mathematical Magazine, Vol. 9, No. 1, April 2001, pp. 393–396.
138. Mihály Bencze: An Extension of Hlawka`s Inequality, Octogon Mathematical Magazine, Vol. 9, No. 1, April 2001, pp. 400–402.
139. Marian Dincă and Mihály Bencze: About Traian Şurtea`s and Huygense`s-Cramer`s and Steiner`s Theorems, Octogon Mathematical Magazine, Vol. 9, No. 1, April 2001, pp. 406–408.
140. D.M. Bătineţu-Giurgiu Mihály and Augustin Semenescu: About Calculating the Limits of Some Sequence, Octogon Mathematical Magazine, Vol. 9, No. 1, April 2001, pp. 413–414.
141. Mihály Bencze and Marian Dincă: A Generalization of Hayaschi`s Inequality, Octogon Mathematical Magazine, Vol. 9, No. 1, April 2001, pp. 417–420.
142. Marian Dincă and Mihály Bencze: A New Proof of the Inequality Between Arithmetical and Geometrical Means, Octogon Mathematical Magazine, Vol. 9, No. 1, April 2001, pp. 423–424.
143. Mihály Bencze and Marian Dincă: New Inequalities Proved by sturm`s Method, Octogon Mathematical Magazine, Vol. 9, No. 1, April 2001, pp. 427–430.
144. Marian Dincă and Mihály Bencze: A New Geometrical Inequality for Interior Point of a Triangle, Octogon Mathematical Magazine, Vol. 9, No. 1, April 2001, pp. 437–440.
145. D.M. Bătineţu-Giurgiu and Mihály Bencze: The Lalescu Sequence, Centerial Sequence, Octogon Mathematical Magazine, Vol. 9, No. 1, April 2001, pp. 443–451.
146. D.M. Bătineţu-Giurgiu and Mihály Bencze: The Euler Sequence of polynomial Type, Octogon Mathematical Magazine, Vol. 9, No. 1, April 2001, pp. 454–456.
147. D.M. Bătineţu-Giurgiu and Mihály Bencze: A Simple Way of Calculating the Limit of the Bătineţu-Giurgiu Sequence, Octogon Mathematical Magazine, Vol. 9, No. 1, April 2001, pp. 459–462.
148. D.M. Bătineţu-Giurgiu and Mihály Bencze: About the Romeo Ianculescu Sequence, Octogon Mathematical Magazine, Vol. 9, No. 1, April 2001, pp. 465–468.
149. Marian Dincă and Mihály Bencze: About Elementary Inequalities in Triangle, Octogon Mathematical Magazine, Vol. 9, No. 1, April 2001, pp. 472–473.
150. Mihály Bencze: The -Convexity (Concavity) the Continuously Extension of – Convexity (Concavity), Octogon Mathematical Magazine, Vol. 9, No. 1, April 2001, pp. 509–510.
151. Mihály Bencze: About Bencze`s Mean, Octogon Mathematical Magazine, Vol. 9, No. 2, October 2001, pp. 705–713.
152. Mihály Bencze: About Seiffert`s Mean, Octogon Mathematical Magazine, Vol. 9, No. 2, October 2001, pp. 725–733.
153. Mihály Bencze: New Inequalities and Refinements for AM-GM-HM Means, Octogon Mathematical Magazine, Vol. 9, No. 2, October 2001, pp. 739–744.
154. Mihály Bencze: About Classification of Functional Equations, Octogon Mathematical Magazine, Vol. 9, No. 2, October 2001, pp. 748–760.
155. Mihály Bencze: Inequalities for Submultiplicative and Subadditive Functions, Octogon Mathematical Magazine, Vol. 9, No. 2, October 2001, pp. 766–778.
156. Mihály Bencze: Applications of Jensen`s Inequality, Octogon Mathematical Magazine, Vol. 9, No. 2, October 2001, pp. 804–824.
157. Mihály Bencze: A Method for Generating New Inequalities, Octogon Mathematical Magazine, Vol. 9, No. 2, October 2001, pp. 854–858.
158. Mihály Bencze: New Inequality for Vector Norms, Octogon Mathematical Magazine, Vol. 9, No. 2, October 2001, pp. 868–869.
159. Mihály Bencze: Inequalities in Triangle, Octogon Mathematical Magazine, Vol. 9, No. 2, October 2001, pp. 874–884.
160. D.M. Bătineţu-Giurgiu and Mihály Bencze: About a Generalization of the A.G. Ioachimescu Sequence, Octogon Mathematical Magazine, Vol. 9, No. 2, October 2001, pp. 892–894.
161. István Palusek and Mihály Bencze: About Prime Numbers, Octogon Mathematical Magazine, Vol. 9, No. 2, October 2001, pp. 898–912.
162. D.M. Bătineţu-Giurgiu and Mihály Bencze: Some Inequalities in the Inscribable Polygons, Octogon Mathematical Magazine, Vol. 9, No. 2, October 2001, pp. 913–916.
163. D.M. Bătineţu-Giurgiu and Mihály Bencze: Two New Solutions for Lalescu`s Problem, Octogon Mathematical Magazine, Vol. 9, No. 2, October 2001, pp. 918–919.
164. D.M. Bătineţu-Giurgiu, Mihály Bencze and Augustin Semenescu: About the Limit of the Sequences, Octogon Mathematical Magazine, Vol. 9, No. 2, October 2001, pp. 921–924.
165. D.M. Bătineţu-Giurgiu, Mihály Bencze and Augustin Semenescu: A Method to Determine Some Important Constants, Octogon Mathematical Magazine, Vol. 9, No. 2, October 2001, pp. 926–930.
166. D.M. Bătineţu-Giurgiu and Mihály Bencze: The Strict Monotonicity of the Ianculescu Sequence, Octogon Mathematical Magazine, Vol. 9, No. 2, October 2001, pp. 931–933.
167. Mihály Bencze: D.M. Bătineţu-Giurgiu – The Teacher – on His 65-th Anniversary, Octogon Mathematical Magazine, Vol. 9, No. 2, October 2001, pp. 969-.
168. Mihály Bencze and D.M. Bătineţu-Giurgiu: Solution of József Wildt International Mathematical Competition, Octogon Mathematical Magazine, Vol. 9, No. 2, October 2001, pp. 992–1000.
169. Zhao Changjian and Mihály Bencze: About Hilbert`s Integral Inequality, Octogon Mathematical Magazine, Vol. 10, No. 1, April 2002, pp. 9–12.
170. Mihály Bencze: A Refinement of Jensen`s Inequality, Octogon Mathematical Magazine, Vol. 10, No. 1, April 2002, pp. 21–30.
171. Zhao Changjian and Mihály Bencze: On Hölder`s Inequality and its Applications, Octogon Mathematical Magazine, Vol. 10, No. 1, April 2002, pp. 30–36.
172. Mihály Bencze: New Generalizations of the Convexity (Concavity), Octogon Mathematical Magazine, Vol. 10, No. 1, April 2002, pp. 43–50.
173. Mihály Bencze and Marian Dincă: Conexion Between Inequalities, Octogon Mathematical Magazine, Vol. 10, No. 1, April 2002, pp. 50–59.
174. Mihály Bencze and Zhao Changjian: On Some New Analytic Inequalities, Octogon Mathematical Magazine, Vol. 10, No. 1, April 2002, pp. 59–64.
175. Marian Dincă and Mihály Bencze: New Generalization of D. Pompeiu`s Theorem, Octogon Mathematical Magazine, Vol. 10, No. 1, April 2002, pp. 64–69.
176. Zhao Changjian and Mihály Bencze: On Improvement of a Weighted Erdős-Mordell Inequality, Octogon Mathematical Magazine, Vol. 10, No. 1, April 2002, pp. 74–76.
177. Mihály Bencze and Marian Dincă: A Refinement of Erdős-Mordell Inequality, Octogon Mathematical Magazine, Vol. 10, No. 1, April 2002, pp. 77–86.
178. Marian Dincă and Mihály Bencze: A Weighted Erdős-Mordell Inequality, Octogon Mathematical Magazine, Vol. 10, No. 1, April 2002, pp. 87–88.
179. Tănase Negoi and Mihály Bencze: An Possible Algorith to Finding the Faster Convergences to Eullers Constant, Octogon Mathematical Magazine, Vol. 10, No. 1, April 2002, pp. 89–93.
180. Mihály Bencze and Zhao Changjian: The λ-Multiplicatively Convex(Concave) Version of Hadamard`s Inequality, Octogon Mathematical Magazine, Vol. 10, No. 1, April 2002, pp. 93–102.
181. Amarnath Murthy and Mihály Bencze: Another Proof of the Symmetric Mean Inequality (A Generalization of the Classical AM-GM Inequality), Octogon Mathematical Magazine, Vol. 10, No. 1, April 2002, pp. 111–114.
182. Zhao Changjian and Mihály Bencze: Proving Geometric Question by Induction, Octogon Mathematical Magazine, Vol. 10, No. 1, April 2002, pp. 114–117.
183. Marian Dincă and Mihály Bencze: New Generalization of Finsler-Hudwiger`s Inequality, Octogon Mathematical Magazine, Vol. 10, No. 1, April 2002, pp. 142–145.
184. D.M. Bătineţu-Giurgiu, Mihály Bencze and Augustin Semenescu: Inequalities Between Functions and Generalized Means, Octogon Mathematical Magazine, Vol. 10, No. 1, April 2002, pp. 146–150.
185. Amarnath Murthy and Mihály Bencze: Some Simple Proofs of the Classical Arithmetic Mean, Geometric Mean Inequality, Octogon Mathematical Magazine, Vol. 10, No. 1, April 2002, pp. 50–153.
186. Mihály Bencze and Tănase Negoi: About Sequences and its Applications, Octogon Mathematical Magazine, Vol. 10, No. 1, April 2002, pp. 153–159.
187. Marian Dincă and Mihály Bencze: Special Inequalities for Convex (Concave) Functions, Octogon Mathematical Magazine, Vol. 10, No. 1, April 2002, pp. 160–163.
188. Howard Iseri and Mihály Bencze: Partially Paradoxist Smarandache Geometries, Octogon Mathematical Magazine, Vol. 10, No. 1, April 2002, pp. 166–174.
189. Mihály Bencze and Marian Dincă: About Euler`s and Erdős`s Type Geometrical Inequalities, Octogon Mathematical Magazine, Vol. 10, No. 1, April 2002, pp. 178–184.
190. Marian Dincă and Mihály Bencze: A Generalization of Ju. I. Gerasimov`s Inequality, Octogon Mathematical Magazine, Vol. 10, No. 1, April 2002, pp. 187–190.
191. Marian Dincă and Mihály Bencze: Inequalities in Convex Polygons, Octogon Mathematical Magazine, Vol. 10, No. 1, April 2002, pp. 190–194.
192. Mihály Bencze and Šefket Arslanagić: About Problem two From IMO2001, Washington, Octogon Mathematical Magazine, Vol. 10, No. 1, April 2002, pp. 203–208.
193. Marian Dincă and Mihály Bencze: The Conjectured Inequality From the 42-nd IMO, Washington DC, 2001, Octogon Mathematical Magazine, Vol. 10, No. 1, April 2002, pp. 209–218.
194. Marian Dincă and Mihály Bencze: A Generalization of U.T. Bödewadt`s and Schreiber`s Inequality, Octogon Mathematical Magazine, Vol. 10, No. 1, April 2002, pp. 219–222.
195. D.M. Bătineţu-Giurgiu, Mihály Bencze and Augustin Semenescu: Functional Equations with Generalized Means, Octogon Mathematical Magazine, Vol. 10, No. 1, April 2002, pp. 222–226.
196. Amarnath Murthy and Mihály Bencze: Another Result on Divisibility, Octogon Mathematical Magazine, Vol. 10, No. 1, April 2002, pp. 226–229.
197. Marian Dincă and Mihály Bencze: An Extension of M. Schreiber`s, J.M. Child`s and l. Bankoff`s Theorems, Octogon Mathematical Magazine, Vol. 10, No. 1, April 2002, pp. 230–231.
198. Marian Dincă and Mihály Bencze: A Generalization of L. Carlitz`s, J.U.I. Gerasimov`s and O.A. Kotel`s Inequalities, Octogon Mathematical Magazine, Vol. 10, No. 1, April 2002, pp. 231–232.
199. Mihály Bencze and D.M. Bătineţu-Giurgiu: Inequality for Gamma Function, Octogon Mathematical Magazine, Vol. 10, No. 1, April 2002, pp. 233–246.
200. Marian Dincă and Mihály Bencze: About H. Demir, L. Bankoff`s Inequality, Octogon Mathematical Magazine, Vol. 10, No. 1, April 2002, pp. 249–250.
201. Mihály Bencze and Amarnath Murthy: About Identities and its Applications, Octogon Mathematical Magazine, Vol. 10, No. 1, April 2002, pp. 254–267.
202. Mihály Bencze: Inequalities for, Octogon Mathematical Magazine, Vol. 10, No. 1, April 2002, pp. 267–274.
203. Mihály Bencze and Howard Iseri: About a Conditioned Inequality, Octogon Mathematical Magazine, Vol. 10, No. 1, April 2002, pp. 277–280.
204. Mihály Bencze and Marian Dincă: Inequalities Obtained with Sturm`s Method, Octogon Mathematical Magazine, Vol. 10, No. 1, April 2002, pp. 281–283.
205. Mihály Bencze: The irrationality of Euler`s Number “e”, Octogon Mathematical Magazine, Vol. 10, No. 1, April 2002, pp. 283–284.
206. D.M. Bătineţu-Giurgiu and Mihály Bencze: Limits of Sequences with Generalized Means, Octogon Mathematical Magazine, Vol. 10, No. 1, April 2002, pp. 286–289.
207. Mihály Bencze: Special Inequalities for Increasing and for Convex Functions, Octogon Mathematical Magazine, Vol. 10, No. 1, April 2002, pp. 296–319.
208. Marian Dincă and Mihály Bencze: A Refinements of Euler`s and Emmerich`s Inequalities, Octogon Mathematical Magazine, Vol. 10, No. 1, April 2002, pp. 320–321.
209. Mihály Bencze: The Function as Generator of New Inequalities, Octogon Mathematical Magazine, Vol. 10, No. 1, April 2002, pp. 325–331.
210. Mihály Bencze and Tănase Negoi: Inequalities in Right Angle Triangle, Octogon Mathematical Magazine, Vol. 10, No. 1, April 2002, pp. 332–335.
211. D.M. Bătineţu-Giurgiu and Mihály Bencze: Concerning a Couple of Linear Recurrencies, Octogon Mathematical Magazine, Vol. 10, No. 1, April 2002, pp. 336–340.
212. Mihály Bencze and Marian Dincă: Inequalities proved by Sturm`s Method, Octogon Mathematical Magazine, Vol. 10, No. 1, April 2002, pp. 340–344.
213. D.M. Bătineţu-Giurgiu and Mihály Bencze: A Determinator Method of a Limit, Octogon Mathematical Magazine, Vol. 10, No. 1, April 2002, pp. 345–346.
214. Mihály Bencze: New Proof and Refinement for the AM-GM Inequality, Octogon Mathematical Magazine, Vol. 10, No. 1, April 2002, pp. 347–348.
215. D.M. Bătineţu-Giurgiu and Mihály Bencze: Concerning Some Limits Connected to Riemann`s Function, Octogon Mathematical Magazine, Vol. 10, No. 1, April 2002, pp. 350–352.
216. Mihály Bencze: Inequalities for a Product, Octogon Mathematical Magazine, Vol. 10, No. 1, April 2002, pp. 354–355.
217. Marian Dincă and Mihály Bencze: New Proof for the Area Formula of a Convex Polygon, Octogon Mathematical Magazine, Vol. 10, No. 1, April 2002, pp. 356–358.
218. Mihály Bencze and Tănase Negoi: A Method for Generating new Inequalities, Octogon Mathematical Magazine, Vol. 10, No. 1, April 2002, pp. 358–360.
219. Marian Dincă and Mihály Bencze: A Property of Positive Integers, Octogon Mathematical Magazine, Vol. 10, No. 1, April 2002, pp. 361–362.
220. Amarnath Murthy and Mihály Bencze: A Note on Open Problem OQ. 511, Octogon Mathematical Magazine, Vol. 10, No. 1, April 2002, pp. 374–375.
221. Marian Dincă and Mihály Bencze: About Open Question OQ. 643, Octogon Mathematical Magazine, Vol. 10, No. 1, April 2002, pp. 376–377.
222. Bătineţu Maria and Mihály Bencze: János Bolyai`s Personality and Work, Octogon Mathematical Magazine, Vol. 10, No. 2, October 2002, pp. 564–575.
223. Mihály Bencze and D.M. Bătineţu-Giurgiu: About János Bolyai`s Magic Square Octogon Mathematical Magazine, Vol. 10, No. 2, October 2002, pp. 578–582.
224. Mihály Bencze and Zhao Changjian: Applications of the Generalized Cauchy-Schwartz-Bunjiakowsy`s Inequality, Octogon Mathematical Magazine, Vol. 10, No. 2, October 2002, pp. 591–598.
225. Marian Dincă and Mihály Bencze: A Generalization of Tiberiu Popoviciu`s Inequality, Octogon Mathematical Magazine, Vol. 10, No. 2, October 2002, pp. 614–619.
226. Zhao Changjian and Mihály Bencze: On Research of a new Geometric Inequality, Octogon Mathematical Magazine, Vol. 10, No. 2, October 2002, pp. 623–627.
227. Marian Dincă and Mihály Bencze: A New Extension of Hlawka`s Inequality, Octogon Mathematical Magazine, Vol. 10, No. 2, October 2002, pp. 637–640.
228. Marian Dincă and Mihály Bencze: Trip in World of Geometrical Inequalities, Octogon Mathematical Magazine, Vol. 10, No. 2, October 2002, pp. 644–674.
229. Marian Dincă and Mihály Bencze: Sharp and Pondered Version of Erdős-Mordell`s Inequalities, Octogon Mathematical Magazine, Vol. 10, No. 2, October 2002, pp. 676–681.
230. Marian Dincă and Mihály Bencze: About Inequalities with Connection to a Problem from IMO Washington 2001, Octogon Mathematical Magazine, Vol. 10, No. 2, October 2002, pp. 685–689.
231. Mihály Bencze: New Trigonometrical Inequalities, Octogon Mathematical Magazine, Vol. 10, No. 2, October 2002, pp. 692–703.
232. Maria Bătineţu, D.M. Bătineţu-Giurgiu and Mihály Bencze: The Geometrization of the Lalescu-type Sequences, Octogon Mathematical Magazine, Vol. 10, No. 2, October 2002, pp. 724–729.
233. D.M. Bătineţu-Giurgiu, Maria Bătineţu-Giurgiu and Mihály Bencze: Difference of Means and Lalescu-Sequences, Octogon Mathematical Magazine, Vol. 10, No. 2, October 2002, pp. 733–739.
234. D.M. Bătineţu-Giurgiu and Mihály Bencze: On Sequences of Means Related to Other Sequences, Octogon Mathematical Magazine, Vol. 10, No. 2, October 2002, pp. 743–745.
235. D.M. Bătineţu-Giurgiu and Mihály Bencze: New Properties of the Lucas-Sequence, Octogon Mathematical Magazine, Vol. 10, No. 2, October 2002, pp. 749–752.
236. D.M. Bătineţu-Giurgiu and Mihály Bencze: Lalescu-Bătineţu Sequences, Octogon Mathematical Magazine, Vol. 10, No. 2, October 2002, pp. 756–758.
237. D.M. Bătineţu-Giurgiu and Mihály Bencze: Lalescu-Ianculescu Sequences, Octogon Mathematical Magazine, Vol. 10, No. 2, October 2002, pp. 762–764.
238. D.M. Bătineţu-Giurgiu and Mihály Bencze: An Other Generalization of the Bătineţu-Giurgiu Sequences, Octogon Mathematical Magazine, Vol. 10, No. 2, October 2002, pp. 777–781.
239. Maria Bătineţu, D.M. Bătineţu-Giurgiu and Mihály Bencze: An Analytical Extension of the Lalescu-Sequences, Octogon Mathematical Magazine, Vol. 10, No. 2, October 2002, pp. 783–787.
240. D.M. Bătineţu-Giurgiu and Mihály Bencze: A New Extension of the Lalescu- Bătineţu Sequences, Octogon Mathematical Magazine, Vol. 10, No. 2, October 2002, pp. 789–793.
241. D.M. Bătineţu-Giurgiu, Maria Bătineţu and Mihály Bencze: About Some of the Properties of the Lalescu Sequences, Octogon Mathematical Magazine, Vol. 10, No. 2, October 2002, pp. 795–799.
242. D.M. Bătineţu-Giurgiu, Maria Bătineţu and Mihály Bencze: About Some Sequences of Lalescu-Type, Octogon Mathematical Magazine, Vol. 10, No. 2, October 2002, pp. 804–808.
243. D.M. Bătineţu-Giurgiu and Mihály Bencze: An Extension of the Bătineţu-Giurgiu Sequences, Octogon Mathematical Magazine, Vol. 10, No. 2, October 2002, pp. 813–815.
244. D.M. Bătineţu-Giurgiu and Mihály Bencze: About Some of the Properties of the Bătineţu-Giurgiu Sequences, Octogon Mathematical Magazine, Vol. 10, No. 2, October 2002, pp. 818–822.
245. D.M. Bătineţu-Giurgiu, Maria Bătineţu and Mihály Bencze: Associated Means to Some Sequences of Strictly Positive Real Number. Consequences. Theorems., Octogon Mathematical Magazine, Vol. 10, No. 2, October 2002, pp. 826–831.
246. Mihály Bencze: A New Proof of the Cauchy-Bunjakowski-Schwartz Inequality, Octogon Mathematical Magazine, Vol. 10, No. 2, October 2002, pp. 841–842.
247. D.M. Bătineţu-Giurgiu and Mihály Bencze: In Problem No. 50 from the Gazeta Matematică (GM), No. 9/1998, Octogon Mathematical Magazine, Vol. 10, No. 2, October 2002, pp. 843–845.
248. Mihály Bencze: About Cshebiseff`s Integral Inequality, Octogon Mathematical Magazine, Vol. 10, No. 2, October 2002, pp. 846–847.
249. Maria Bătineţu, D.M. Bătineţu-Giurgiu and Mihály Bencze: Another Generalization of the Lalescu-Sequence, Octogon Mathematical Magazine, Vol. 10, No. 2, October 2002, pp. 849–852.
250. Marian Dincă and Mihály Bencze: A Generalization of Mao Qi Ji`s Theorem, Octogon Mathematical Magazine, Vol. 10, No. 2, October 2002, pp. 854–855.
251. D.M. Bătineţu-Giurgiu and Mihály Bencze: An Other Way of Extending the Lalescu-Series, Octogon Mathematical Magazine, Vol. 10, No. 2, October 2002, pp. 857–860.
252. D.M. Bătineţu-Giurgiu and Mihály Bencze: An Expansion of a György Szöllősy Problem, Octogon Mathematical Magazine, Vol. 10, No. 2, October 2002, pp. 873–874.
253. D.M. Bătineţu-Giurgiu and Mihály Bencze: About a György Szöllősy Problem, Octogon Mathematical Magazine, Vol. 10, No. 2, October 2002, pp. 880–881.
254. D.M. Bătineţu-Giurgiu, Maria Bătineţu and Mihály Bencze: Extensions of Some Properties of Traian Lalescu`s Sequences, Octogon Mathematical Magazine, Vol. 10, No. 2, October 2002, pp. 884–886.
255. Mihály Bencze: In Memoriam József Benkő, Octogon Mathematical Magazine, Vol. 10, No. 2, October 2002, pp. 893–899.
256. Mihály Bencze: Solution of József Wildt International Mathematical Competition, Octogon Mathematical Magazine, Vol. 10, No. 2, October 2002, pp. 919–937.
257. Mihály Bencze: A Refinement of Norms, Minkowski`s, Cauchy-Buniakowski-Schwartz`s, Aczél`s, Hölder`s, Huygen`s AM-GM`s Inequalities, Octogon Mathematical Magazine, Vol. 11, No. 1, April 2003, pp. 19–29.
258. Marian Dincă and Mihály Bencze: Refinemtnts for Jensen`s and the Pondered Means Inequalities, Octogon Mathematical Magazine, Vol. 11, No. 1, April 2003, pp. 33–36.
259. Zhao Changjian and Mihály Bencze: On the Inverse Inequalities of two Type Hilbert Integral Inequalities, Octogon Mathematical Magazine, Vol. 11, No. 1, April 2003, pp. 36–41.
260. Marian Dincă and Mihály Bencze: Trip in World of Geometrical Inequalities (2), Octogon Mathematical Magazine, Vol. 11, No. 1, April 2003, pp. 45–76.
261. K.S. Subramanian and Mihály Bencze: On Two Number Theoretic Function, Octogon Mathematical Magazine, Vol. 11, No. 1, April 2003, pp. 106–108.
262. Amarnath Murthy and Mihály Bencze: Extending the Scope of Some Number Theoretic Functions, Octogon Mathematical Magazine, Vol. 11, No. 1, April 2003, pp. 110–113.
263. Mihály Bencze and Murray S. Klamkin: Another Proof of the Weighted Arithmetic-Geometric Mean Inequality, Octogon Mathematical Magazine, Vol. 11, No. 1, April 2003, pp. 126–127.
264. D.M. Bătineţu-Giurgiu and Mihály Bencze: On One Non-Linear Recurrence Class, Octogon Mathematical Magazine, Vol. 11, No. 1, April 2003, pp. 128–131.
265. Mihály Bencze and D.M. Bătineţu-Giurgiu: How Many Prime Number Exist?, Octogon Mathematical Magazine, Vol. 11, No. 1, April 2003, pp. 133–135.
266. D.M. Bătineţu-Giurgiu and Mihály Bencze: Bătineţu-Giurgiu Sequences Elliptically and Hyperbolically Pondered, Octogon Mathematical Magazine, Vol. 11, No. 1, April 2003, pp. 163–167.
267. Mihály Bencze and K.B. Subramanian: New Arithmetical Functions, Octogon Mathematical Magazine, Vol. 11, No. 1, April 2003, pp. 168–169.
268. Mihály Bencze and Marian Dincă: About Inequalities and its Applications, Octogon Mathematical Magazine, Vol. 11, No. 1, April 2003, pp. 172–180.
269. Marian Dincă and Mihály Bencze: About Walter Janous Conjecture, Octogon Mathematical Magazine, Vol. 11, No. 1, April 2003, pp. 182–183.
270. Mihály Bencze and Marian Dincă: A Generalization of Problem Two IMO, Washington, 2001, Octogon Mathematical Magazine, Vol. 11, No. 1, April 2003, pp. 187–189.
271. Marian Dincă and Mihály Bencze: About P. Schweitzer`s Inequality, Octogon Mathematical Magazine, Vol. 11, No. 1, April 2003, pp. 193–195.
272. Maria Bătineţu, D.M. Bătineţu-Giurgiu and Mihály Bencze: Elliptically and Hyperbolically pondered Lalescu Functions, Octogon Mathematical Magazine, Vol. 11, No. 1, April 2003, pp. 195–198.
273. D.M. Bătineţu-Giurgiu and Mihály Bencze: On the Calculus of Some Limit of Functions, Octogon Mathematical Magazine, Vol. 11, No. 1, April 2003, pp. 202–207.
274. Marian Dincă and Mihály Bencze: A Generalization of Erdős-Mordell`s Inequality from Exterior Points, Octogon Mathematical Magazine, Vol. 11, No. 2, October 2003, pp. 429–431.
275. Marian Dincă, Sorin Rădulescu and Mihály Bencze: A Generalization of Constantin Niculescu`s Inequality, Octogon Mathematical Magazine, Vol. 11, No. 2, October 2003, pp. 437–441.
276. Marian Dincă and Mihály Bencze: About Inequalities, Octogon Mathematical Magazine, Vol. 11, No. 2, October 2003, pp. 462–468.
277. Marian Dincă and Mihály Bencze: An Inequality from Convex Functions, Octogon Mathematical Magazine, Vol. 11, No. 2, October 2003, pp. 504–507.
278. D.M. Bătineţu-Giurgiu, Mihály Bencze and Augustin Semenescu: Again on Calculating Some Limits of Sequences, Octogon Mathematical Magazine, Vol. 11, No. 2, October 2003, pp. 513–518.
279. Marian Dincă and Mihály Bencze: New Geometrical Inequalities in Triangle, Octogon Mathematical Magazine, Vol. 11, No. 2, October 2003, pp. 526–528.
280. Mihály Bencze and Zhao Changjian: A Refinement of the Hermite-Hadamard Integral Inequality, Octogon Mathematical Magazine, Vol. 11, No. 2, October 2003, pp. 528-.
281. Maria Bătineţu, D.M. Bătineţu-Giurgiu, Mihály Bencze and Marinela Marinescu: The Calculus of Some Euler-Type Pondered Sequences, Octogon Mathematical Magazine, Vol. 11, No. 2, October 2003, pp. 550–554.
282. Mihály Bencze: A Completely Proof with Mathematical Induction of Inequality between Arithmetical and Geometrical Means, Octogon Mathematical Magazine, Vol. 11, No. 2, October 2003, pp. 563–564.
283. D.M. Bătineţu-Giurgiu, Maria Bătineţu and Mihály Bencze: Calculating Methods of Some Limits of Sequences, Octogon Mathematical Magazine, Vol. 11, No. 2, October 2003, pp. 565–575.
284. Mihály Bencze and Zhao Changjian: Integral Forms of Some New Inequalities, Octogon Mathematical Magazine, Vol. 11, No. 2, October 2003, pp. 583–587.
285. D.M. Bătineţu-Giurgiu, Mihály Bencze and Augustin Semenescu: On the Calculus of Some Limits of Sequences, Octogon Mathematical Magazine, Vol. 11, No. 2, October 2003, pp. 587–595.
286. Zhao Changjian, Mihály Bencze and Zdravko F. Starc: A Few New Inequalities for the Mean, Octogon Mathematical Magazine, Vol. 11, No. 2, October 2003, pp. 595–597.
287. Amarnath Murthy and Mihály Bencze: On the Number of Roots of Some Transcendental Equations, Octogon Mathematical Magazine, Vol. 11, No. 2, October 2003, pp. 606–610.
288. Amarnath Murthy and Mihály Bencze: Smarandache Fermat Additive Cubic Sequence, Octogon Mathematical Magazine, Vol. 11, No. 2, October 2003, pp. 652–654.
289. Amarnath Murthy and Mihály Bencze: Smarandache Forth and Higher Patterned/Additive Perfect Power Sequences, Octogon Mathematical Magazine, Vol. 11, No. 2, October 2003, pp. 655–656.
290. Amarnath Murthy and Mihály Bencze: Smarandache Fitorial and Supplimentary Fitorial Functions, Octogon Mathematical Magazine, Vol. 11, No. 2, October 2003, pp. 657–659.
291. Amarnath Murthy and Mihály Bencze: An Application of Smarandache LCM Sequence and the Largest Number Divisible by all the Integers not Exceending the r-th Root of itself, Octogon Mathematical Magazine, Vol. 11, No. 2, October 2003, pp. 660–661.
292. Amarnath Murthy and Mihály Bencze: Some Ideas on the Smarandache nkn Sequence, Octogon Mathematical Magazine, Vol. 11, No. 2, October 2003, pp. 662–663.
293. Amarnath Murthy and Mihály Bencze: A Note on the Smarandache Generalized Sequence, Octogon Mathematical Magazine, Vol. 11, No. 2, October 2003, pp. 6663–664.
294. Amarnath Murthy and Mihály Bencze: A Note on the Conjecture that Smarandache Sequence Contains no Perfect Squares, Octogon Mathematical Magazine, Vol. 11, No. 2, October 2003, pp. 664–666.
295. Amarnath Murthy and Mihály Bencze: Some Propositions on Smarandache n2n Sequence, Octogon Mathematical Magazine, Vol. 11, No. 2, October 2003, pp. 666–668.
296. Amarnath Murthy and Mihály Bencze: A Note on the Number of Primes in Smarandache Multiple Sequence, Octogon Mathematical Magazine, Vol. 11, No. 2, October 2003, pp. 668–669.
297. Amarnath Murthy and Mihály Bencze: Numbers which are a Multiple of the Product of their Digits and Some More Ideas, Octogon Mathematical Magazine, Vol. 11, No. 2, October 2003, pp. 670–672.
298. Amarnath Murthy and Mihály Bencze: Smarandache Prime Generator Sequence, Octogon Mathematical Magazine, Vol. 11, No. 2, October 2003, pp. 673–674.
299. Amarnath Murthy and Mihály Bencze: Smarandache Multiplicative Cubic Sequence and More Ideas on Digit Sums, Octogon Mathematical Magazine, Vol. 11, No. 2, October 2003, pp. 675–676.
300. Amarnath Murthy and Mihály Bencze: Some Ideas on the Smarandache Square and Higher Powers Bases, Octogon Mathematical Magazine, Vol. 11, No. 2, October 2003, pp. 677–678.
301. Amarnath Murthy and Mihály Bencze: Smarandache Murthy Lagrange Type Problems, Octogon Mathematical Magazine, Vol. 11, No. 2, October 2003, pp. 679–680.
302. Mihály Bencze: New Arithmetical Functions, Octogon Mathematical Magazine, Vol. 11, No. 2, October 2003, pp. 680–686.
303. Mihály Bencze and Zhao Changjian: Solutions of József Wildt International Mathematical Competition, Octogon Mathematical Magazine, Vol. 11, No. 2, October 2003, pp. 749–766.
304. Zhao Changjian, Si Lin and Mihály Bencze: On a New Yang Le`s Type Inequalities, Octogon Mathematical Magazine, Vol. 12, No. 1, April 2004, pp. 12–15.
305. Zhao Changjian and Mihály Bencze: Inverse Forms of Two Integral Inequalities, Octogon Mathematical Magazine, Vol. 12, No. 1, April 2004, pp. 41–44.
306. Mihály Bencze: About New Means and Refinements, Octogon Mathematical Magazine, Vol. 12, No. 1, April 2004, pp. 45–48.
307. Marian Dincă and Mihály Bencze: About Inequalities, Octogon Mathematical Magazine, Vol. 12, No. 1, April 2004, pp. 62–97.
308. Zhao Changjian, He Chuanski and Mihály Bencze: Existence of Real Roots of a Radical Equation, Octogon Mathematical Magazine, Vol. 12, No. 1, April 2004, pp. 98–100.
309. Zhao Changjian, Jia Meizhu and Mihály Bencze: On a Geometric Problem, Octogon Mathematical Magazine, Vol. 12, No. 1, April 2004, pp. 101–104.
310. Mihály Bencze and Zhao Changjian: About Arithmetical and Geometrical Progressions, Octogon Mathematical Magazine, Vol. 12, No. 1, April 2004, pp. 125–138.
311. Mihály Bencze: Inequalities for Complex Numbers, Octogon Mathematical Magazine, Vol. 12, No. 1, April 2004, pp. 146–152.
312. Maria Bătineţu, D.M. Bătineţu-Giurgiu and Mihály Bencze: ln2 Adjacent Class of Real Number Sequences, Octogon Mathematical Magazine, Vol. 12, No. 1, April 2004, pp. 154–161.
313. Mihály Bencze and Amarnath Murthy: About Second Degree Equations, Octogon Mathematical Magazine, Vol. 12, No. 1, April 2004, pp. 174–177.
314. D.M. Bătineţu-Giurgiu, Maria Bătineţu and Mihály Bencze: On a Theorem of Mathematical Analysis. Applications, Octogon Mathematical Magazine, Vol. 12, No. 1, April 2004, pp. 208–211.
315. D.M. Bătineţu-Giurgiu, Mihály Bencze and Augustin Semenescu: On Mihai Ghermănescu`s Sequence, Octogon Mathematical Magazine, Vol. 12, No. 1, April 2004, pp. 222–225.
316. D.M. Bătineţu-Giurgiu, Mihály Bencze and Marinela Marinescu: On a Paper from Gazeta Matematică, Octogon Mathematical Magazine, Vol. 12, No. 1, April 2004, pp. 227–230.
317. Dorin Mărghideanu and Mihály Bencze: New Proofs for AM-GM and Pondered AM-GM Inequalities, Octogon Mathematical Magazine, Vol. 12, No. 1, April 2004, pp. 233–235.
318. D.M. Bătineţu-Giurgiu and Mihály Bencze: On a Competition Problem, Octogon Mathematical Magazine, Vol. 12, No. 1, April 2004, pp. 239–242.
319. D.M. Bătineţu-Giurgiu, Maria Bătineţu, Mihály Bencze and Ştefan A. Popa: The Calculus of Some Limits of Sequences, Octogon Mathematical Magazine, Vol. 12, No. 1, April 2004, pp. 252–257.
320. Zhao Chang-Jian and Mihály Bencze: On a Delayed Model in Population, Octogon Mathematical Magazine, Vol. 12, No. 2, October 2004, pp. 466–470.
321. Mihály Bencze and Zhao Changjian: New Inequalities for Seiffert`s Mean, Octogon Mathematical Magazine, Vol. 12, No. 2, October 2004, pp. 482486.
322. Mihály Bencze and D.M. Bătineţu-Giurgiu: New Inequalities for Bencze`s Mean, Octogon Mathematical Magazine, Vol. 12, No. 2, October 2004, pp. 488–492.
323. Marian Dincă and Mihály Bencze: About Inequalities, Octogon Mathematical Magazine, Vol. 12, No. 2, October 2004, pp. 497512.
324. Mihály Bencze and Zhao Changjian: About an Inequality of G. Grüss, Octogon Mathematical Magazine, Vol. 12, No. 2, October 2004, pp. 512–515.
325. Mihály Bencze: New Generalization of Huygens Inequality, Octogon Mathematical Magazine, Vol. 12, No. 2, October 2004, pp. 523525.
326. Mihály Bencze: New Inequalities for the Pondered Means, Octogon Mathematical Magazine, Vol. 12, No. 2, October 2004, pp. 530–531.
327. Dorin Mărghidanu and Mihály Bencze: Inequalities for Differences of Means, deducted from the Inequality of Radó, Octogon Mathematical Magazine, Vol. 12, No. 2, October 2004, pp. 532–539.
328. Mihály Bencze: About Logarithmic Mean, Octogon Mathematical Magazine, Vol. 12, No. 2, October 2004, pp. 543–548.
329. Mihály Bencze: A New Refinement for the Inequalities Between Pondered Means, Octogon Mathematical Magazine, Vol. 12, No. 2, October 2004, pp. 554–557.
330. Mihály Bencze: About Jordan`s Inequality, Octogon Mathematical Magazine, Vol. 12, No. 2, October 2004, pp. 563–567.
331. Mihály Bencze and D.M. Bătineţu-Giurgiu: A New Mean and it`s Applications, Octogon Mathematical Magazine, Vol. 12, No. 2, October 2004, pp. 579–580.
332. Mihály Bencze and Marian Dincă: About Trigonometric Inequalities, Octogon Mathematical Magazine, Vol. 12, No. 2, October 2004, pp. 587–591.
333. Mihály Bencze and Amarnath Murthy: New Inequalities for a Category of Means, Octogon Mathematical Magazine, Vol. 12, No. 2, October 2004, pp. 597–601.
334. Mihály Bencze: A New Refinements for Cauchy-Buniakowski-Schwarz Inequality, Octogon Mathematical Magazine, Vol. 12, No. 2, October 2004, pp. 607–617.
335. Mihály Bencze and Marian Dincă: About W. Janous Conjecture, Octogon Mathematical Magazine, Vol. 12, No. 2, October 2004, pp. 622–625.
336. D.M. Bătineţu-Giurgiu and Mihály Bencze: On Certain Geometrical Inequalities, Octogon Mathematical Magazine, Vol. 12, No. 2, October 2004, pp. 627–635.
337. Mihály Bencze: About an Exponential Inequality, Octogon Mathematical Magazine, Vol. 12, No. 2, October 2004, pp. 638–640.
338. Maria Bătineţu-Giurgiu, D.M. Bătineţu-Giurgiu and Mihály Bencze: About Erdős-Mordell`s Inequality, Octogon Mathematical Magazine, Vol. 12, No. 2, October 2004, pp. 641–643.
339. D.M. Bátineţu-Giurgiu, Maria Bătineţu-Giurgiu, Mihály Bencze and Marinela Marinescu: Lalescu-type Sequences Geometrically Pondered by the Equation of an Ellipsoid, Octogon Mathematical Magazine, Vol. 12, No. 2, October 2004, pp. 646–651.
340. D.M. Bătineţu-Giurgiu, Maria Bătineţu-Giurgiu, Mihály Bencze and Ştefan A. Popa: Lalescu Sequences Geometrically Pondered by the Equation of Hyperboloid, Octogon Mathematical Magazine, Vol. 12, No. 2, October 2004, pp. 659–663.
341. Maria Bătineţu-Giurgiu, D.M. Bătineţu-Giurgiu and Mihály Bencze: The Convergence of Certain Liniarly Recurrent Sequences, Octogon Mathematical Magazine, Vol. 12, No. 2, October 2004, pp. 679–682.
342. D.M. Bătineţu-Giurgiu, Maria Bătineţu-Giurgiu, Mihály Bencze and Augustin Semenescu: Lalescu-type Sequences Geometrically Pondered by the Equation of Certain Conics, Octogon Mathematical Magazine, Vol. 12, No. 2, October 2004, pp. 698–709.
343. Amarnath Murthy and Mihály Bencze: On the Number of Distinct Nontrivial Sets of Numbers with a Given Least Common Multiple, Octogon Mathematical Magazine, Vol. 12, No. 2, October 2004, pp. 723–725.
344. Amarnath Murthy and Mihály Bencze: A Note on a Sequence of Primes with Every Partial Sum a k’th Power, Octogon Mathematical Magazine, Vol. 12, No. 2, October 2004, pp. 726–727.
345. Mihály Bencze and Chang-Jian Zhao: Solutions of József Wildt International Mathematical Competition, Octogon Mathematical Magazine, Vol. 12, No. 2, October 2004, pp. 751–770.
346. Chao-Ping Chen, Feng Qi and Mihály Bencze: On Open Problem OQ. 1352, Octogon Mathematical Magazine, Vol. 12, No. 2, October 2004, pp. 1049–1050.
347. Mihály Bencze and Chang-Jian Zhao: Refinements for Some Geometrical Inequalities, Octogon Mathematical Magazine, Vol. 13, No. 1, April 2005, pp. 71–114.
348. Mihály Bencze: About some Inequalities, Octogon Mathematical Magazine, Vol. 13, No. 1, April 2005, pp. 128–137.
349. Mihály Bencze: New Refinements for Cauchy-Schwarz Inequality, Octogon Mathematical Magazine, Vol. 13, No. 1, April 2005, pp. 139–149.
350. Mihály Bencze: New Means and Refinements Deduced from Jensen-Hadamard Inequality, Octogon Mathematical Magazine, Vol. 13, No. 1, April 2005, pp. 154–162.
351. Mihály Bencze: About a Problem of the 2000 Russian Mathematical Olympiad, Octogon Mathematical Magazine, Vol. 13, No. 1, April 2005, pp. 162–165.
352. Marian Dincă and Mihály Bencze: About Inequalities, Octogon Mathematical Magazine, Vol. 13, No. 1, April 2005, pp. 165–183.
353. Mihály Bencze: About a new Mean and a New Refinement for AM-GM Inequality, Octogon Mathematical Magazine, Vol. 13, No. 1, April 2005, pp. 185–188.
354. Mihály Bencze: New Inequalities for Means, Octogon Mathematical Magazine, Vol. 13, No. 1, April 2005, pp. 191–192.
355. Mihály Bencze: New Means and Refinements for AM-GM Inequality, Octogon Mathematical Magazine, Vol. 13, No. 1, April 2005, pp. 195–198.
356. D.M. Bătineţu-Giurgiu and Mihály Bencze: On Certain Problems in G.M. and in R.M.T.,Octogon Mathematical Magazine, Vol. 13, No. 1, April 2005, pp. 205–209.
357. Mihály Bencze and Ştefan A. Popa: A New Extension of the Bătineţu-Giurgiu Sequence, Octogon Mathematical Magazine, Vol. 13, No. 1, April 2005, pp. 213–216.
358. D.M. Bătineţu-Giurgiu, Mihály Bencze and Ştefan A. Popa: A New Generalization of the Bătineţu-Giurgiu Sequence. Methods of Approach, Octogon Mathematical Magazine, Vol. 13, No. 1, April 2005, pp. 220–223.
359. Mihály Bencze: About an Interesting Identity and it’s Applications, Octogon Mathematical Magazine, Vol. 13, No. 1, April 2005, pp. 223–228.
360. Maria Bătineţu-Giurgiu, D.M. Bătineţu-Giurgiu and Mihály Bencze: Inequalities in the Tetrahedron, Octogon Mathematical Magazine, Vol. 13, No. 1, April 2005, pp. 236–247.
361. Mihály Bencze and Marian Dincă: About Rolle Theorem, Octogon Mathematical Magazine, Vol. 13, No. 1, April 2005, pp. 247–252.
362. D.M. Bătineţu-Giurgiu and Mihály Bencze: Other Inequalities in Triangles, Octogon Mathematical Magazine, Vol. 13, No. 1, April 2005, pp. 252–259.
363. Mihály Bencze and D.M. Bătineţu-Giurgiu: About an Interesting Trigonometrical Inequality, Octogon Mathematical Magazine, Vol. 13, No. 1, April 2005, pp. 259–263.
364. Mihály Bencze and Marian Dincă: Refinements for Euler’s Inequality, Octogon Mathematical Magazine, Vol. 13, No. 1, April 2005, pp. 263–307.
365. Mihály Bencze: New Refinements for Cesaro Inequality, Octogon Mathematical Magazine, Vol. 13, No. 1, April 2005, pp. 313–315.
366. Mihály Bencze and Florentin Smarandache: About an Identity and its Applications, Octogon Mathematical Magazine, Vol. 13, No. 1, April 2005, pp. 343–345.
367. Mihály Bencze: New Proof for AM-GM Inequality, Octogon Mathematical Magazine, Vol. 13, No. 1, April 2005, pp. 357–358.
368. Mihály Bencze and Marian Dincă: A Proof with Mathematical Induction of AM-GM Inequality, Octogon Mathematical Magazine, Vol. 13, No. 1, April 2005, pp. 361–362.
369. Mihály Bencze: About Elementary Inequalities and its Applications, Octogon Mathematical Magazine, Vol. 13, No. 1, April 2005, pp. 371–374.
370. Florentin Smarandache and Mihály Bencze: Matter, Antimatter, and Unmatter, Octogon Mathematical Magazine, Vol. 13, No. 1, April 2005, pp. 386–392.
371. Marian Dincă and Mihály Bencze: About OQ. 1543, Octogon Mathematical Magazine, Vol. 13, No. 1, April 2005, pp. 916.
372. Maria Bătineţu-Giurgiu, D.M. Bătineţu-Giurgiu and Mihály Bencze: Derivable Sequences, Octogon Mathematical Magazine, Vol. 13, No. 2, October 2005, pp. 936–946.
373. Mihály Bencze: Identities and Inequalities for Determinants, Octogon Mathematical Magazine, Vol. 13, No. 2, October 2005, pp. 955–966.
374. Mihály Bencze: About Conjectures and new Means, Octogon Mathematical Magazine, Vol. 13, No. 2, October 2005, pp. 973–978.
375. Mihály Bencze: Inequalities for Gamma Function, Octogon Mathematical Magazine, Vol. 13, No. 2, October 2005, pp. 982–984.
376. Mihály Bencze: Some new Identities and Inequalities, Octogon Mathematical Magazine, Vol. 13, No. 2, October 2005, pp. 988–993.
377. Dorin Mărghidanu and Mihály Bencze: New Means and Refinements for AM-GM-HM Inequalities, Octogon Mathematical Magazine, Vol. 13, No. 2, October 2005, pp. 999–1001.
378. Mihály Bencze: New Refinements for a Classical Inequality, Octogon Mathematical Magazine, Vol. 13, No. 2, October 2005, pp. 1007–1010.
379. Mihály Bencze: About Inequalities with Integer Part, Octogon Mathematical Magazine, Vol. 13, No. 2, October 2005, pp. 1013–1018.
380. Maohua Le and Mihály Bencze: An Equation Concerning the Smarandache Function, Octogon Mathematical Magazine, Vol. 13, No. 2, October 2005, pp. 1018–1021.
381. Dorin Mărghidanu and Mihály Bencze: A new Proof for AM-GM Inequality, Octogon Mathematical Magazine, Vol. 13, No. 2, October 2005, pp. 1021–1027.
382. Mihály Bencze: About Inequalities Between Means, Octogon Mathematical Magazine, Vol. 13, No. 2, October 2005, pp. 1030–1032.
383. Mihály Bencze: About Candido`s Identity, Octogon Mathematical Magazine, Vol. 13, No. 2, October 2005, pp. 1037–1044.
384. D.M. Bătineţu-Giurgiu, Maria Bătineţu-Giurgiu, Mihály Bencze and Ştefan A. Popa: Pondering with Derivable Sequences Traian Lalescu Sequences, Octogon Mathematical Magazine, Vol. 13, No. 2, October 2005, pp. 1044–1051.
385. Mihály Bencze and József Sándor: About one Inequality, Octogon Mathematical Magazine, Vol. 13, No. 2, October 2005, pp. 1051–1053.
386. Mihály Bencze: About Permutations, Octogon Mathematical Magazine, Vol. 13, No. 2, October 2005, pp. 1055–1057.
387. Mihály Bencze: Seven Possibilities to Generalize the Fibonacci and Lucas Numbers, Octogon Mathematical Magazine, Vol. 13, No. 2, October 2005, pp. 1057–1059.
388. Mihály Bencze: Some Application of AM-GM Inequality, Octogon Mathematical Magazine, Vol. 13, No. 2, October 2005, pp. 1065–1069.
389. Maria Bătineţu-Giurgiu, D.M. Bătineţu-Giurgiu, Mihály Bencze and Diana Alexandrescu: Pondering with Derivable Sequences Romeo T. Ianculescu Sequence, Octogon Mathematical Magazine, Vol. 13, No. 2, October 2005, pp. 1069–1074.
390. Maria Bătineţu-Giurgiu, D.M. Bătineţu-Giurgiu, Mihály Bencze and Marinela Marinescu: Extentions and Methods of Approach of Mihail Ghermănescu`s Sequence, Octogon Mathematical Magazine, Vol. 13, No. 2, October 2005, pp. 1076–1084.
391. Mihály Bencze: About the Function, Octogon Mathematical Magazine, Vol. 13, No. 2, October 2005, pp. 1084–1086.
392. Maria Bătineţu-Giurgiu, D.M. Bătineţu-Giurgiu and Mihály Bencze: Andrei G. Ioachimescu`s Sequence at 110 Years, Octogon Mathematical Magazine, Vol. 13, No. 2, October 2005, pp. 1086–1093.
393. D.M. Bătineţu-Giurgiu, Mihály Bencze and Augustin Semenescu: On a Problem from Gazeta Matematica, Vol. XVIII, (1912-1913), Octogon Mathematical Magazine, Vol. 13, No. 2, October 2005, pp. 1103–1107.
394. Maria Bătineţu-Giurgiu, D.M. Bătineţu-Giurgiu and Mihály Bencze: Traian Lalescu`s Sequence at 105 Years, Octogon Mathematical Magazine, Vol. 13, No. 2, October 2005, pp. 1107–1113.
395. Mihály Bencze and D.M. Bătineţu-Giurgiu: About a Problem of the Russian Mathematical Olympiad, Octogon Mathematical Magazine, Vol. 13, No. 2, October 2005, pp. 1113–1117.
396. Mihály Bencze and Zhao Changjian: Solutions of József Wildt International Mathematical Competition, Octogon Mathematical Magazine, Vol. 13, No. 2, October 2005, pp. 1117–1132.
397. Chao-Ping Chen and Mihály Bencze: An Open Problem by Mihály Bencze, Octogon Mathematical Magazine, Vol. 13, No. 2, October 2005, pp. 1317–1320.
398. József Sándor and Mihály Bencze: A Refinement of, Octogon Mathematical Magazine, Vol. 14, No. 1, April 2006, pp. 16–21.
399. Mihály Bencze: About Inequalities in Polygon, Octogon Mathematical Magazine, Vol. 14, No. 1, April 2006, pp. 32–36.
400. Mihály Bencze: Generalizations and Refinements for a Classical Inequality, Octogon Mathematical Magazine, Vol. 14, No. 1, April 2006, pp. 46–53.
401. Maria Bătineţu-Giurgiu, D.M. Bătineţu-Giurgiu and Mihály Bencze: A Class of Functions. Applications, Octogon Mathematical Magazine, Vol. 14, No. 1, April 2006, pp. 59–64.
402. Mihály Bencze: New Refinement for AM-HM Inequality, Octogon Mathematical Magazine, Vol. 14, No. 1, April 2006, pp. 64–74.
403. Maohua Le and Mihály Bencze: Two Classes of Smarandache Determinants, Octogon Mathematical Magazine, Vol. 14, No. 1, April 2006, pp. 74–82.
404. Mihály Bencze: New Inequalities and Refinements, Octogon Mathematical Magazine, Vol. 14, No. 1, April 2006, pp. 86–97.
405. József Sándor and Mihály Bencze: On a Problem of the William Lowell Putnam Competition, Octogon Mathematical Magazine, Vol. 14, No. 1, April 2006, pp. 100–109.
406. Mihály Bencze and Themistocles M. Rassias: About the Functional Equation, Octogon Mathematical Magazine, Vol. 14, No. 1, April 2006, pp. 113–116.
407. Mihály Bencze: About one Inequality, Octogon Mathematical Magazine, Vol. 14, No. 1, April 2006, pp. 116–121.
408. József Sándor and Mihály Bencze: An Improvement of the Harmonic-Geometric Inequality, Octogon Mathematical Magazine, Vol. 14, No. 1, April 2006, pp. 125–127.
409. Mihály Bencze: About Functional Equation, Octogon Mathematical Magazine, Vol. 14, No. 1, April 2006, pp. 131–134.
410. Mihály Bencze: About one Identity, Octogon Mathematical Magazine, Vol. 14, No. 1, April 2006, pp. 138–151.
411. Florentin Smarandache and Mihály Bencze: Neutrosophic Set – A Generalization of the Intutionistic Fuzzy Set, Octogon Mathematical Magazine, Vol. 14, No. 1, April 2006, pp. 151–162.
412. Mihály Bencze: Inequalities for Complex Numbers, Octogon Mathematical Magazine, Vol. 14, No. 1, April 2006, pp. 162–164.
413. Mihály Bencze: Inequalities in Tetrahedron, Octogon Mathematical Magazine, Vol. 14, No. 1, April 2006, pp. 177–180.
414. Mihály Bencze: Inequalities in the Triangle, Octogon Mathematical Magazine, Vol. 14, No. 1, April 2006, pp. 183–185.
415. Mihály Bencze: A Method to Obtain new Groups, Octogon Mathematical Magazine, Vol. 14, No. 1, April 2006, pp. 186–193.
416. Mihály Bencze and Zhao Changjian: About new Trigonometrical Inequalities, Octogon Mathematical Magazine, Vol. 14, No. 1, April 2006, pp. 197–203.
417. Mihály Bencze and Florentin Smarandache: Inequalities for Integer and Fractional Part, Octogon Mathematical Magazine, Vol. 14, No. 1, April 2006, pp. 206–211.
418. Mihály Bencze: About Polynomials, Octogon Mathematical Magazine, Vol. 14, No. 1, April 2006, pp. 213–217.
419. Mihály Bencze and Dorel Băiţan: Inequalities in Triangle, Octogon Mathematical Magazine, Vol. 14, No. 1, April 2006, pp. 219–222.
420. Mihály Bencze and Šefket Arslanagić: New Inequalities in Triangle, Octogon Mathematical Magazine, Vol. 14, No. 1, April 2006, pp. 235–237.
421. Mihály Bencze and Ovidiu Bagdasar: About one Inequality, Octogon Mathematical Magazine, Vol. 14, No. 1, April 2006, pp. 240–243.
422. Mihály Bencze: Inequalities in Rectangle Parallelipipedon, Octogon Mathematical Magazine, Vol. 14, No. 1, April 2006, pp. 245–248.
423. Mihály Bencze: About one Trigonometrical Inequality, Octogon Mathematical Magazine, Vol. 14, No. 1, April 2006, pp. 250–253.
424. Mihály Bencze and Maohua Le: About Closen Broken Line, Octogon Mathematical Magazine, Vol. 14, No. 1, April 2006, pp. 254–256.
425. Mihály Bencze and Mircea Trifu: A Generalization of the Bătineţu-Giurgiu Sequence, Octogon Mathematical Magazine, Vol. 14, No. 1, April 2006, pp. 256–258.
426. Maria Bătineţu-Giurgiu, D.M. Bătineţu-Giurgiu and Mihály Bencze: On an Integral from A.M.M., Octogon Mathematical Magazine, Vol. 14, No. 1, April 2006, pp. 261–263.
427. Maria Bătineţu-Giurgiu, D.M. Bătineţu-Giurgiu and Mihály Bencze: Two Theorems Concerning Lalescu Functions, Octogon Mathematical Magazine, Vol. 14, No. 1, April 2006, pp. 264–270.
428. Maria Bătineţu-Giurgiu, D.M. Bătineţu-Giurgiu and Mihály Bencze: The Derivability of Certain Sequences. Properties, Octogon Mathematical Magazine, Vol. 14, No. 1, April 2006, pp. 273–277.
429. Mihály Bencze: In Memoriam Gábor Dezső, Octogon Mathematical Magazine, Vol. 14, No. 1, April 2006, pp. 288–292.
430. Chao-Ping Chen and Mihály Bencze: Recurrence Formula of a Power Series, Octogon Mathematical Magazine, Vol. 14, No. 2, October 2006, pp473–475.
431. Mihály Bencze: New Inequalities for the Number “e”, Octogon Mathematical Magazine, Vol. 14, No. 2, October 2006, pp. 476–480.
432. Mihály Bencze: New Means and Refinements, Octogon Mathematical Magazine, Vol. 14, No. 2, October 2006, pp. 482–486.
433. Mihály Bencze: About a Class of Inequalities for Two Variables, Octogon Mathematical Magazine, Vol. 14, No. 2, October 2006, pp. 492–528.
434. Mihály Bencze: A Refinement for Jensen`s Inequality and some Applications, Octogon Mathematical Magazine, Vol. 14, No. 2, October 2006, pp. 534–538.
435. Mihály Bencze and Zhao Changjian: New Refinements for Some Classical Triangle Inequalities, Octogon Mathematical Magazine, Vol. 14, No. 2, October 2006, pp. 546–552.
436. Mihály Bencze: Some new Inequalities for the Number „e”, Octogon Mathematical Magazine, Vol. 14, No. 2, October 2006, pp. 559–562.
437. Gheorghe Costovici and Mihály Bencze: A Generalization of Botez-Catalan-Klambauer Identity, Octogon Mathematical Magazine, Vol. 14, No. 2, October 2006, pp. 580–582.
438. Mihály Bencze and Ovidiu Bagdasar: New Identities Between Means, Octogon Mathematical Magazine, Vol. 14, No. 2, October 2006, pp. 586–591.
439. Mihály Bencze: New Generalization and Refinements for Young`s and Hölder`s Inequalities, Octogon Mathematical Magazine, Vol. 14, No. 2, October 2006, pp. 594–596.
440. Mihály Bencze and J.L. Diaz-Barrero: About Some New Inequalities in Triangle, Octogon Mathematical Magazine, Vol. 14, No. 2, October 2006, pp. 596–600.
441. Mihály Bencze: New Refinements for the Triangle Inequality, Octogon Mathematical Magazine, Vol. 14, No. 2, October 2006, pp. 617–621.
442. Mihály Bencze and Marian Dincă: New Inequalities for Convex and Concave Functions, Octogon Mathematical Magazine, Vol. 14, No. 2, October 2006, pp. 624–626.
443. József Sándor and Mihály Bencze: A Remark on a Nice Inequality, Octogon Mathematical Magazine, Vol. 14, No. 2, October 2006, pp. 640–642.
444. Mihály Bencze: Some new Inequalities, Octogon Mathematical Magazine, Vol. 14, No. 2, October 2006, pp. 645–648.
445. Mihály Bencze and György Szöllősy: About a Convex Function, Octogon Mathematical Magazine, Vol. 14, No. 2, October 2006, pp. 650–652.
446. Maria Bătineţu-Giurgiu, D.M. Bătineţu-Giurgiu and Mihály Bencze: The Adjancence of Some Sequence Built from Sequence with Property „B”, Octogon Mathematical Magazine, Vol. 14, No. 2, October 2006, pp. 654–657.
447. Mihály Bencze and D.M. Bătineţu-Giurgiu: Inequalities obtained from Integration, Octogon Mathematical Magazine, Vol. 14, No. 2, October 2006, pp. 661–665.
448. József Sándor and Mihály Bencze: A Note on an Algebraic Inequality, Octogon Mathematical Magazine, Vol. 14, No. 2, October 2006, pp. 671–672.
449. József Sándor and Mihály Bencze: A Note on a Refinement of the Arithmetic-Harmonic Inequality, Octogon Mathematical Magazine, Vol. 14, No. 2, October 2006, pp. 677–679.
450. Mihály Bencze: About a new Inequality, Octogon Mathematical Magazine, Vol. 14, No. 2, October 2006, pp. 683–685.
451. József Sándor and Mihály Bencze: On Generalized Refinements of the Chapple-Euler Inequality, Octogon Mathematical Magazine, Vol. 14, No. 2, October 2006, pp. 699–701.
452. Csaba Oláh and Mihály Bencze: About Problem PP. 6752, Octogon Mathematical Magazine, Vol. 14, No. 2, October 2006, pp. 707–708.
453. Mihály Bencze and Zhao Changjian: Solutions of József Wildt International Mathematical Competition, Octogon Mathematical Magazine, Vol. 14, No. 2, October 2006, pp. 709–733.
454. József Sándor and Mihály Bencze: On the Equation, Octogon Mathematical Magazine, Vol. 14, No. 2, October 2006, pp. 912–913.
455. Mihály Bencze: A Generalization of Menelaos Theorem, Octogon Mathematical Magazine, Vol. 15, No. 1, April 2007, pp. 11–15.
456. Mihály Bencze: Generalization of Ptolemy`s Theorems, Octogon Mathematical Magazine, Vol. 15, No. 1, April 2007, pp. 19–22.
457. Mihály Bencze: A Generalization of Hermite`s Identity, Octogon Mathematical Magazine, Vol. 15, No. 1, Aprilr 2007, pp. 30–37.
458. Mihály Bencze: New Refinements and Generalizations for the Classical Inequality x^{2}+y^{2}+z^{2}\geq xy+yz+zx, Octogon Mathematical Magazine, Vol. 15, No. 1, April 2007, pp. 43–46.
459. Mihály Bencze: Inequalities Connected to the Cauchy-Schwarz Inequality, Octogon Mathematical Magazine, Vol. 15, No. 1, April 2007, pp. 58–62.
460. Mihály Bencze: Inequalities for Decreasing Sequences, Octogon Mathematical Magazine, Vol. 15, No. 1, April 2007, pp. 73–79.
461. Mihály Bencze: About a Problem of Ferenc Radó Mathematical Competition, Octogon Mathematical Magazine, Vol. 15, No. 1, April 2007, pp. 83–88.
462. Mihály Bencze: About H.F. Weinberger's Inequality, Octogon Mathematical Magazine, Vol. 15, No. 1, April 2007, pp. 103–105.
463. Mihály Bencze: About a Competition Problem, Octogon Mathematical Magazine, Vol. 15, No. 1, April 2007, pp. 109–112.
464. Mihály Bencze: About some new Trigonometrical Inequalities, Octogon Mathematical Magazine, Vol. 15, No. 1, April 2007, pp. 122–137.
465. Mihály Bencze: About Bergström Identity, Octogon Mathematical Magazine, Vol. 15, No. 1, April 2007, pp. 145–147.
466. Mihály Bencze: The Extension of Stewart and Leibniz Theorem in Space, Octogon Mathematical Magazine, Vol. 15, No. 1, April 2007, pp. 150–151.
467. József Sándor and Mihály Bencze: On Certain new Ky Fan Type Inequalities for Means, Octogon Mathematical Magazine, Vol. 15, No. 1, April 2007, pp. 151–156.
468. Mihály Bencze and Zhao Changjian: New Inequalities in Triangle, Octogon Mathematical Magazine, Vol. 15, No. 1, April 2007, pp. 156–163.
469. Mihály Bencze and Sefket Arslanagc: About some new Inequalities in Triangle, Octogon Mathematical Magazine, Vol. 15, No. 1, April 2007, pp. 168–174.
470. József Sándor and Mihály Bencze: On Certain Diophantine Equations Suggested by a Geometric Property, Octogon Mathematical Magazine, Vol. 15, No. 1, April 2007, pp. 178–182.
471. Mihály Bencze and José Luis Díaz-Barrero: A Generalization of Problem 3062 Crux Mathematicorum, Octogon Mathematical Magazine, Vol. 15, No. 1, April 2007, pp. 182–185.
472. Mihály Bencze: About a Chain of Inequalities, Octogon Mathematical Magazine, Vol. 15, No. 1, April 2007, pp. 185–189.
473. Mihály Bencze and Zhao Changjian: About Marcel Chiriţă's Inequalities, Octogon Mathematical Magazine, Vol. 15, No. 1, April 2007, pp. 189–194.
474. Mihály Bencze: About Mihály Bencze`s Inequality, Octogon Mathematical Magazine, Vol. 15, No. 1, April 2007, pp. 194–198.
475. Zhao Changjian and Mihály Bencze: On Simple Solution of a Radical Equation, Octogon Mathematical Magazine, Vol. 15, No. 1, April 2007, pp. 199–207
476. József Sándor and Mihály Bencze: On Two Inequalities for the Arctangent Function, Octogon Mathematical Magazine, Vol. 15, No. 1, April 2007, pp. 202–206.
477. Mihály Bencze and D.M. Bătineţu-Giurgiu: About an Increasing Function, Octogon Mathematical Magazine, Vol. 15, No. 1, April 2007, pp. 212–213.
478. Mihály Bencze and José Luis Díaz Barrero: About a Convex Function, Octogon Mathematical Magazine, Vol. 15, No. 1, April 2007, pp. 216–217.
479. József Sándor and Mihály Bencze: An Approximation for \sqrt [n]{a}, Octogon Mathematical Magazine, Vol. 15, No. 1, April 2007, pp. 218–221.
480. Maria Bătineţu-Giurgiu, D.M. Bătineţu-Giurgiu and Mihály Bencze: Regarding a Problem of Traian Lalescu, Octogon Mathematical Magazine, Vol. 15, No. 1, April 2007, pp. 222–226.
481. Mihály Bencze: New Proof of the AM-GM Inequality, Octogon Mathematical Magazine, Vol. 15, No. 1, April 2007, pp. 228–229.
482. Maria Bătineţu-Giurgiu, D.M. Bătineţu-Giurgiu and Mihály Bencze: An B-Derivable Sequences, Octogon Mathematical Magazine, Vol. 15, No. 1, April 2007, pp. 230–235.
483. Mihály Bencze and József Sándor: About an Inequality, Octogon Mathematical Magazine, Vol. 15, No. 1, April 2007, pp. 235–238.
484. Maria Bătineţu-Giurgiu, D.M. Bătineţu-Giurgiu and Mihály Bencze: Derivable Sequences in Comparison with a Given Sequence, Octogon Mathematical Magazine, Vol. 15, No. 1, April 2007, pp. 238–242.
485. József Sándor and Mihály Bencze: On an Inequality of Alzer, III, Octogon Mathematical Magazine, Vol. 15, No. 1, April 2007, pp. 242–245.
486. Mihály Bencze and Zhao Changjian: About Trigonometrical Inequalities, Octogon Mathematical Magazine, Vol. 15, No. 1, April 2007, pp. 245–247.
487. Mihály Bencze and József Sándor: About some Special Identities, Octogon Mathematical Magazine, Vol. 15, No. 1, April 2007, pp. 250–253.
488. D.M. Bătineţu-Giurgiu and Mihály Bencze: Regarding a Refinement of the Inequality Between the Arithmetical Mean and the Harmonical Mean, Octogon Mathematical Magazine, Vol. 15, No. 1, April 2007, pp. 256–257.
489. Mihály Bencze and József Sándor: About Some Identities, Octogon Mathematical Magazine, Vol. 15, No. 1, April 2007, pp. 265–266.
490. Mihály Bencze: Inequalities for the Angles of a Triangle, Octogon Mathematical Magazine, Vol. 15, No. 1, April 2007, pp. 267–273.
491. József Sándor and Mihály Bencze: An Application of Gauss` Quadrature Formula, Octogon Mathematical Magazine, Vol. 15, No. 1, April 2007, pp. 276–279.
492. Mihály Bencze: About new Inequalities in Triangle, Octogon Mathematical Magazine, Vol. 15, No. 1, April 2007, pp. 283–284.
493. Mihály Bencze: József Wildt International Mathematical Competition, Octogon Mathematical Magazine, Vol. 15, No. 1, April 2007, pp. 290–295.
494. József Sándor andMihály Bencze: On OQ. 2244, Octogon Mathematical Magazine, Vol. 15, No. 1, April 2007, pp. 504–505.
495. József Sándor and Mihály Bencze: On \varphi (\sum\limits_{k=1}^{n}\Psi ( k )){ (OQ. 2250), Octogon Mathematical Magazine, Vol. 15, No. 1, April 2007, pp. 510–511.
496. József Sándor and Mihály Bencze: On Inequality \pi( \frac{n( n+1)}{2}x) \leq \sum\limits _{k=1}^{n}\pi( kx) { (OQ. 2252), Octogon Mathematical Magazine, Vol. 15, No. 1, April 2007, pp. 513–515.
497. József Sándor and Mihály Bencze: On the Arithmetical Function \varphi \left ( \Psi( \varphi( \Psi \left ( n) ))) { (OQ. 2253), Octogon Mathematical Magazine, Vol. 15, No. 1, April 2007, pp. 519–521.
498. József Sándor and Mihály Bencze: On Comparison of \varphi ( \Psi \left ( n) +n) and \Psi \left ( \varphi ( n ) +n ) (OQ. 2275), Octogon Mathematical Magazine, Vol. 15, No. 1, April 2007, pp. 525–527.
499. József Sándor and Mihály Bencze: On OQ. 2328, Octogon Mathematical Magazine, Vol. 15, No. 1, April 2007, pp. 540.
500. Mihály Bencze and Zhao Changjian: New Trigonometrical Identities and Inequalities, Octogon Mathematical Magazine, Vol. 15, No. 2, October 2007, pp. 557–566.
501. Mihály Bencze: Some new Inequalities in triangle, Octogon Mathematical Magazine, Vol. 15, No. 2, October 2007, pp. 573–590.
502. Mihály Bencze: About C-Circles, D-Circles and E-Circles, Octogon Mathematical Magazine, Vol. 15, No. 2, October 2007, pp. 601–611.
503. Mihály Bencze: Generalizations and Refinements for Cesaro`s Inequality, Octogon Mathematical Magazine, Vol. 15, No. 2, October 2007, pp. 616–618.
504. Mihály Bencze: New Refinements of Cesaro`s Inequality, Octogon Mathematical Magazine, Vol. 15, No. 2, October 2007, pp. 625–628.
505. Mihály Bencze: New Inequalities for the Riemann Zeta Function, Octogon Mathematical Magazine, Vol. 15, No. 2, October 2007, pp. 641–654.
506. Mihály Bencze: About an Interestin Inequality, Octogon Mathematical Magazine, Vol. 15, No. 2, October 2007, pp. 647–649.
507. Mihály Bencze and Ion Bursuc: About Sums with Integer Part, Octogon Mathematical Magazine, Vol. 15, No. 2, October 2007, pp. 671–674.
508. Mihály Bencze and D.M. Bătineţu-Giurgiu: About Rolle Theorem, Octogon Mathematical Magazine, Vol. 15, No. 2, October 2007, pp. 678–680.
509. Mihály Bencze and Šefket Arslanagić: About one Conditioned Inequality, Octogon Mathematical Magazine, Vol. 15, No. 2, October 2007, pp. 722–724.
510. Mihály Bencze and Traian Ianculescu: About Supralogarithmical Inequalities, Octogon Mathematical Magazine, Vol. 15, No. 2, October 2007, pp. 730–732.
511. Mihály Bencze and György Szöllősy: About Special Inequalities, Octogon Mathematical Magazine, Vol. 15, No. 2, October 2007, pp. 734–736.
512. Mihály Bencze: Inequalities for the Toricelli-Fermat Point, Octogon Mathematical Magazine, Vol. 15, No. 2, October 2007, pp. 741–746.
513. Mihály Bencze and József Sándor: About Integral Inequalities, Octogon Mathematical Magazine, Vol. 15, No. 2, October 2007, pp. 756–758.
514. Mihály Bencze and György Szöllősy: About Exponential Functions, Octogon Mathematical Magazine, Vol. 15, No. 2, October 2007, pp. 7761–766.
515. Mihály Bencze: About a Chain of Inequalities, Octogon Mathematical Magazine, Vol. 15, No. 2, October 2007, pp. 771–774.
516. Mihály Bencze: About a new Inequality, Octogon Mathematical Magazine, Vol. 15, No. 2, October 2007, pp. 781–782.
517. Mihály Bencze: About a Special Function, Octogon Mathematical Magazine, Vol. 15, No. 2, October 2007, pp. 785–787.
518. Ovidiu T. Pop and Mihály Bencze: About Some Identities and Inequalities for Complex Numbers, Vectors and Determinants, Octogon Mathematical Magazine, Vol. 15, No. 2, October 2007, pp. 790–794.
519. Marian Dincă and Mihály Bencze: A Generalization of Virgil Nicula`s Inequality, Octogon Mathematical Magazine, Vol. 15, No. 2, October 2007, pp. 794–796.
520. Mihály Bencze: About some Trigonometrical Inequalities in Triangle, Octogon Mathematical Magazine, Vol. 15, No. 2, October 2007, pp. 799–802.
521. Mihály Bencze and Emil Stoica: About Polygons, Octogon Mathematical Magazine, Vol. 15, No. 2, October 2007, pp. 807–808.
522. Mihály Bencze and Florentin Smarandache: About Factorial Sums, Octogon Mathematical Magazine, Vol. 15, No. 2, October 2007, pp. 810–812.
523. Marian Dincă and Mihály Bencze: About Erdős-Mordell`s Inequality, Octogon Mathematical Magazine, Vol. 15, No. 2, October 2007, pp. 816–817.
524. Mihály Bencze: Some new Trigonometrical Inequalities, Octogon Mathematical Magazine, Vol. 15, No. 2, October 2007, pp. 818–823.
525. Mihály Bencze: New Refinements for some Triangle Inequalities, Octogon Mathematical Magazine, Vol. 15, No. 2, October 2007, pp. 827–828.
526. Maria Bătineţu-Giurgiu, D.M. Bătineţu-Giurgiu and Mihály Bencze: A Method of Approaching Certain Inequalities, Octogon Mathematical Magazine, Vol. 15, No. 2, October 2007, pp. 829–833.
527. Mihály Bencze: Numbers in the Perspective of Sumerian Civilization, Octogon Mathematical Magazine, Vol. 15, No. 2, October 2007, pp. 837–846.
528. Mihály Bencze: Mathematics and Music Along Algebraic Structures, Octogon Mathematical Magazine, Vol. 15, No. 2, October 2007, pp. 848–850.
529. Maria Bătineţu-Giurgiu, D.M. Bătineţu-Giurgiu and Mihály Bencze: A Generalization of Neshbitt`s Inequality, Octogon Mathematical Magazine, Vol. 15, No. 2, October 2007, pp. 851–856.
530. Maria Bătineţu-Giurgiu, D.M. Bătineţu-Giurgiu and Mihály Bencze: Concerning the Calculus of the Limit of the Certain sequences, Octogon Mathematical Magazine, Vol. 15, No. 2, October 2007, pp. 858–862.
531. Maria Bătineţu-Giurgiu, D.M. Bătineţu-Giurgiu and Mihály Bencze: An Inequality and its Applications, Octogon Mathematical Magazine, Vol. 15, No. 2, October 2007, pp. 864–867.
532. Mihály Bencze: Inequalities for SHX, Octogon Mathematical Magazine, Vol. 15, No. 2, October 2007, pp. 869–870.
533. Marian Dincă and Mihály Bencze: New Proofs and Refinements for Classical Geometrical Inequalities, Octogon Mathematical Magazine, Vol. 15, No. 2, October 2007, pp. 872–874.
534. Maohua Le and Mihály Bencze: Two Equations on S(k) and φ(k), Octogon Mathematical Magazine, Vol. 15, No. 2, October 2007, pp. 876–877.
535. Maohua Le and Mihály Bencze: On the Arithmetic Functional Equation S(k) = φ(k), Octogon Mathematical Magazine, Vol. 15, No. 2, October 2007, pp. 879–881.
536. Maohua Le and Mihály Bencze: An Other Equation on the Greatest Common Divisor of S(k) and φ(k), Octogon Mathematical Magazine, Vol. 15, No. 2, October 2007, pp. 883–884.
537. Maohua Le and Mihály Bencze: An Equation on the Greatest Common Divisor of S(k) and d(k), Octogon Mathematical Magazine, Vol. 15, No. 2, October 2007, pp. 885–887.
538. Maohua Le and Mihály Bencze: An Equation on the Greatest Common Divisor of S(k) and φ(k), Octogon Mathematical Magazine, Vol. 15, No. 2, October 2007, pp. 888–889.
539. Mihály Bencze and Zhao Changjian: Solutions of József Wildt International Mathematical Competition, Octogon Mathematical Magazine, Vol. 15, No. 2, October 2007, pp. 894–917.
540. Maohua Le and Mihály Bencze: An Open Question Concerning Integral Parts (OQ. 1879), Octogon Mathematical Magazine, Vol. 15, No. 2, October 2007, pp. 1227–1229.
541. Maohua Le and Mihály Bencze: An Inequality Concerning δ(n) and its Applications (OQ. 2111), Octogon Mathematical Magazine, Vol. 15, No. 2, October 2007, pp. 1236–1238.
542. Maohua Le and Mihály Bencze: On the Functional Equation δ( ) + δ( )=2ψ( ) (OQ. 2332), Octogon Mathematical Magazine, Vol. 15, No. 2, October 2007, pp. 1250–1251.
543. Maohua Le and Mihály Bencze: On the Functional Equation δ( ) = δ( )+ δ ( ) (OQ. 2347), Octogon Mathematical Magazine, Vol. 15, No. 2, October 2007, pp. 1258–1259.
544. Maohua Le and Mihály Bencze: The Geometrical Progression Formed by Arithmetic Functions (OQ. 2348), Octogon Mathematical Magazine, Vol. 15, No. 2, October 2007, pp. 1261–1262.
545. Mihály Bencze and Maohua Le: The Generalized Hermite`s Identity (OQ. 2471), Octogon Mathematical Magazine, Vol. 15, No. 2, October 2007, pp. 1299–1300.
546. Mihály Bencze, Hui-Hua Wu and Shan-He Wu: Some Ratio-Type Inequalities for the Bisectors, Medians, Altitudes and the Sides of a Triangle, Octogon Mathematical Magazine, Vol. 16, No. 1, April 2008, pp. 22–27.
547. Mihály Bencze, Hui-Hua Wu and Shan-He Wu: An Equivalent Form of Fundamental Triangle Inequality and its Applications, Octogon Mathematical Magazine, Vol. 16, No. 1, April 2008, pp. 36–41.
548. Mihály Bencze: About Jensen's Inequality, Octogon Mathematical Magazine, Vol. 16, No. 1, Apri 2008, pp. 56–63.
549. Mihály Bencze and José Luis Díaz-Barrero: A Method to Generate new Inequalities, Octogon Mathematical Magazine, Vol. 16, No. 1, April 2008, pp. 67–72.
550. Mihály Bencze: About Fermat and Brocard Points in a Triangle, Octogon Mathematical Magazine, Vol. 16, No. 1, April 2008, pp. 78–84.
551. Mihály Bencze: About some Inequalities, Octogon Mathematical Magazine, Vol. 16, No. 1, April 2008, pp. 87–91.
552. Traian Ianculescu and Mihály Bencze: About Integral Inequalities, Octogon Mathematical Magazine, Vol. 16, No. 1, April 2008, pp. 103–108.
553. Mihály Bencze and Shanhe Wu: About a new Type of Inequality in Triangle, Octogon Mathematical Magazine, Vol. 16, No. 1, April 2008, pp. 117–123.
554. Mihály Bencze: New Hölder-Type Inequalities, Octogon Mathematical Magazine, Vol. 16, No. 1, April 2008, pp. 130–133.
555. Mihály Bencze: New Cauchy-Type Inequalities, Octogon Mathematical Magazine, Vol. 16, No. 1, April 2008, pp. 137–140.
556. Mihály Bencze: From Bernoulli Inequality to Hermite-Hadamard Inequality, Octogon Mathematical Magazine, Vol. 16, No. 1, April 2008, pp. 143–146.
557. Mihály Bencze: About J. Liu's Inequalities, Octogon Mathematical Magazine, Vol. 16, No. 1, April 2008, pp. 156–160.
558. Mihály Bencze: A Method to Generate new Structures of Inequalities, Octogon Mathematical Magazine, Vol. 16, No. 1, April 2008, pp. 166–178.
559. Mihály Bencze and Zhao Changjian: Renements of Some Geometrical Inequalities, Octogon Mathematical Magazine, Vol. 16, No. 1, April 2008, pp. 187–190.
560. Mihály Bencze: About Some Interesting Inequalities, Octogon Mathematical Magazine, Vol. 16, No. 1, April 2008, pp. 195–198.
561. Mihály Bencze: About Logarithmic Mean, Octogon Mathematical Magazine, Vol. 16, No. 1, April 2008, pp. 201–202.
562. Traian Ianculescu and Mihály Bencze: About Inequalities in Triangles, Octogon Mathematical Magazine, Vol. 16, No. 1, April 2008, pp. 205–211.
563. Mihály Bencze: About Special Circles and Spheres, Octogon Mathematical Magazine, Vol. 16, No. 1, April 2008, pp. 214–219.
564. Mihály Bencze: About Special Circles, Octogon Mathematical Magazine, Vol. 16, No. 1, April 2008, pp. 224–228.
565. Mihály Bencze: A New Proofs of the Inequality 4R + r ≥ s, Octogon Mathematical Magazine, Vol. 16, No. 1, April 2008, pp. 232–241.
566. Mihály Bencze: A New Proof of the Pondered AM-GM Inequality, Octogon Mathematical Magazine, Vol. 16, No. 1, April 2008, pp. 244–246.
567. Mihály Bencze: About Trigonometrical Identities and Inequalities, Octogon Mathematical Magazine, Vol. 16, No. 1, April 2008, pp. 261–266.
568. Mihály Bencze and Zhao Changjian: About Euler's Inequality, Octogon Mathematical Magazine, Vol. 16, No. 1, April 2008, pp. 269–270.
569. Mihály Bencze and Zhao Changjian: A Refinement of Nesbitt's Inequality, Octogon Mathematical Magazine, Vol. 16, No. 1, April 2008, pp. 275–276.
570. Mihály Bencze: New Refinements for some Classical Inequalities, Octogon Mathematical Magazine, Vol. 16, No. 1, April 2008, pp. 279.
571. Mihály Bencze and José Luis Diaz Barrero: About Sums, Octogon Mathematical Magazine, Vol. 16, No. 1, April 2008, pp. 280–283.
572. Mihály Bencze: Some Geometrical Relations, Octogon Mathematical Magazine, Vol. 16, No. 1, April 2008, pp. 286–288.
573. Mihály Bencze: A new Renement of the AM-GM Inequality, Octogon Mathematical Magazine, Vol. 16, No. 1, April 2008, pp. 290–291.
574. Mihály Bencze: About a Property of the Tangent Functions, Octogon Mathematical Magazine, Vol. 16, No. 1, April 2008, pp. 293–294.
575. Mihály Bencze and José Luis Díaz-Barrero: About a Special Determinant, Octogon Mathematical Magazine, Vol. 16, No. 1, April 2008, pp. 296–298.
576. Mihály Bencze: About Circles, Octogon Mathematical Magazine, Vol. 16, No. 1, April 2008, pp. 301–302.
577. Mihály Bencze: About one Inequality and its Corollarys, Octogon Mathematical Magazine, Vol. 16, No. 1, April 2008, pp. 303–305.
578. Mihály Bencze: About Abundant Numbers, Octogon Mathematical Magazine, Vol. 16, No. 1, April 2008, pp. 312–313.
579. Mihály Bencze and Zhao Chagjian: Some Weighted AM-GM Inequalities in Triangle, Octogon Mathematical Magazine, Vol. 16, No. 1, April 2008, pp. 313–315.
580. Mihály Bencze: Mathematics and Literature, Octogon Mathematical Magazine, Vol. 16, No. 1, April 2008, pp. 323–326.
581. Mihály Bencze: Mathematical Structures Testify On The Existence of God The Creator, Octogon Mathematical Magazine, Vol. 16, No. 1, April 2008, pp. 326–333.
582. D.M. Bătineţu-Giurgiu and Mihály Bencze: A Theorem Regarding Real Number Sequences, Octogon Mathematical Magazine, Vol. 16, No. 1, April 2008, pp. 333–336.
583. Mihály Bencze, Maria Bătineµu-Giurgiu and D.M. Bătineţu-Giurgiu: Theorems Regarding the Calculus of Certain Integrals, Octogon Mathematical Magazine, Vol. 16, No. 1, April 2008, pp. 341–350.
584. D.M. Bătineţu-Giurgiu and Mihály Bencze: The Generalization of Certain Inequality Problems, Octogon Mathematical Magazine, Vol. 16, No. 1, April 2008, pp. 351–354.
585. Maria Bătineţu-Giurgiu, D.M. Bătineµu-Giurgiu and Mihály Bencze: A Point of View Regarding the Approach of Certain Problems, Octogon Mathematical Magazine, Vol. 16, No. 1, April 2008, pp. 355–358.
586. D.M. Bătineţu-Giurgiu, Mihály Bencze and Mircea Trifu: Methods of Approach of Certain Inequalities, Octogon Mathematical Magazine, Vol. 16, No. 1, April 2008, pp. 360–366.
587. D.M. Bătineţu-Giurgiu, Mihály Bencze and Gh. Stoica: An Inequality and its Consequences, Octogon Mathematical Magazine, Vol. 16, No. 1, April 2008, pp. 368–373.
588. D.M. Bătineţu-Giurgiu and Mihály Bencze: On Certain Limits of Function, Octogon Mathematical Magazine, Vol. 16, No. 1, April 2008, pp. 379–383.
589. Mihály Bencze: The 60th Anniversary of Professor Josip Pecaric, Octogon Mathematical Magazine, Vol. 16, No. 1, April 2008, pp. 397–398.
590. Maohua Le and Mihály Bencze: The Existence for a Certain Arithmetic Functions (II) (OQ. 1406-1410), Octogon Mathematical Magazine, Vol. 16, No. 1, April 2008, pp. 733–736.
591. Maohua Le and Mihály Bencze: The Fixed Points for a Sequence (OQ. 1682), Octogon Mathematical Magazine, Vol. 16, No. 1, April 2008, pp. 741–742.
592. Maohua Le and Mihály Bencze: The Arithmetic Functions Which Sum Sets are Discrete (OQ. 2024), Octogon Mathematical Magazine, Vol. 16, No. 1, April 2008, pp. 744–750.
593. Maohua Le and Mihály Bencze: On the Functional Equation φ(1)φ(n) +  +φ(2)φ(n − 1) + ... +φ(n)φ(1) = nφ (n) (OQ. 2111), Octogon Mathematical Magazine, Vol. 16, No. 1, April 2008, pp. 752–753.
594. Maohua Le and Mihály Bencze: On the Inequality φ((n) + (m)) <  <ψ( (m) +ψm(n)) (OQ. 2248), Octogon Mathematical Magazine, Vol. 16, No. 1, April 2008, pp. 757–758.
595. Maohua Le and Mihály Bencze: The Counter-Examples for the Functional Inequality φ(ψ(n)+n) ≤ ψ(σ (n) + n) (OQ. 2275), Octogon Mathematical Magazine, Vol. 16, No. 1, April 2008, pp. 759–760.
596. Maohua Le and Mihály Bencze: On The Inequality φ(1 · φ(n) + 2 φ(n − 1) + ... + nφ (1)) ≤ 1/2 n (n + 1) (OQ. 2281), Octogon Mathematical Magazine, Vol. 16, No. 1, April 2008, pp. 760–762.
597. Maohua Le and Mihály Bencze: A Note on the Functional Equation m( σoσ(n)) = (m + 1)n + m − 1 (OQ. 2351), Octogon Mathematical Magazine, Vol. 16, No. 1, April 2008, pp. 766–767.
598. Maohua Le and Mihály Bencze: The Functional Equation System ψ(x) =
599. =σ(y + 1) and ψ (y + 1) = σ(x) (OQ. 2430), Octogon Mathematical Magazine, Vol. 16, No. 1, April 2008, pp. 769–770.
600. Maohua Le and Mihály Bencze: On the Arithmetic Functional Equation ψ(2 + [n/m] + [m/n]) = ψ(1 + [n/m] + ψ[1 + [m/n]]) (OQ. 2492), Octogon Mathematical Magazine, Vol. 16, No. 1, April 2008, pp. 778–779.
601. Maohua Le and Mihály Bencze: On the Diophantine Equation (n + 1) − n = 1 (OQ. 2535), Octogon Mathematical Magazine, Vol. 16, No. 1, April 2008, pp. 791–792.
602. Maohua Le and Mihály Bencze: The Diophantine Equation x + ... +  = (OQ, 2538), Octogon Mathematical Magazine, Vol. 16, No. 1, April 2008, pp. 793–795.
603. Maohua Le and Mihály Bencze: Three Inequalities on the Sum of σ(k) and ψ(k) (OQ. 2634), Octogon Mathematical Magazine, Vol. 16, No. 1, April 2008, pp. 815–816.
604. József Sándor and Mihály Bencze: An Inequality Involving a Dirichlet Series and a Ratio of Zeta Functions (OQ. 2675), Octogon Mathematical Magazine, Vol. 16, No. 1, April 2008, pp. 817–819.
605. Mihály Bencze and Zhao Changjian: A property of the weighted arithmetical and harmonical means, Octogon Mathematical Magazine, Vol. 16, No. 2, October 2008, pp. 828–834.
606. Mihály Bencze and Zhao Chang-Jian: Some applications of Popoviciu’s inequality, Octogon Mathematical Magazine, Vol. 16, No. 2, October 2008, pp. 846–854.
607. Nicuşor Minculete and Mihály Bencze: A Generalization of Weitzenböck’s inequality, Octogon Mathematical Magazine, Vol. 16, No. 2, October 2008, pp. 864–881.
608. Jošip Pečarić and Mihály Bencze: Special inequalities (1), Octogon Mathematical Magazine, Vol. 16, No. 2, October 2008, pp. 897–899.
609. Jošip Pečarić and Mihály Bencze: Special inequalities (2), Octogon Mathematical Magazine, Vol. 16, No. 2, October 2008, pp. 900–905.
610. Mihály Bencze and Nicu¸sor Minculete: New refinements of some geometrical inequalities, Octogon Mathematical Magazine, Vol. 16, No. 2, October 2008, pp. 916–924.
611. Mihály Bencze: About the inequality 27R(2R + r) ≥ 10
612. Octogon Mathematical Magazine, Vol. 16, No. 2, October 2008, pp. 949–951.
613. Mihály Bencze: New inequalities for the function ln x(1), Octogon Mathematical Magazine, Vol. 16, No. 2, October 2008, pp. 965–980.
614. Mihály Bencze: A new inequality for the function ln x and its applications (2), Octogon Mathematical Magazine, Vol. 16, No. 2, October 2008, pp. 981–983.
615. D.M. Bătineţu-Giurgiu and Mihály Bencze: Inequalities connected to the Nesbitt’s inequality, Octogon Mathematical Magazine, Vol. 16, No. 2, October 2008, pp. 1007–1023.
616. Mihály Bencze: New method for generating new inequalities, Octogon Mathematical Magazine, Vol. 16, No. 2, October 2008, pp. 1051–1057.
617. Mihály Bencze and Zhao Changjian: Solutions of József Wildt international mathematical competition, Octogon Mathematical Magazine, Vol. 16, No. 2, October 2008, pp. 1093–1107.
618. Maohua Le and Mihály Bencze: An equation system for simple side arithmetic functions (OQ. 2727), Octogon Mathematical Magazine, Vol. 16, No. 2, October 2008, pp. 1253–1254.
619. Maohua Le and Mihály Bencze: Two inequalities on arithmetic functions
620. (OQ. 2742), Octogon Mathematical Magazine, Vol. 16, No. 2, October 2008, pp. 1257.
621. Maohua Le and Mihály Bencze: Three problems concerning primes
622. (OQ. 2770, OQ. 2771, OQ. 2772), Octogon Mathematical Magazine, Vol. 16, No. 2, October 2008, pp. 1275–1277.
623. Maohua Le and Mihály Bencze: Two inequalities on the sum of σ(k) and ψ(k) (OQ. 2799), Octogon Mathematical Magazine, Vol. 16, No. 2, October 2008, pp. 1283–1284.
624. József Sándor and Mihály Bencze: On the equation ψ(kn) = (k + 2)n − k (OQ. 2836), Octogon Mathematical Magazine, Vol. 16, No. 2, October 2008, pp. 1302–1303.
625. József Sándor and Mihály Bencze: On the equation 2σ(kn) = + + (OQ. 2847), Octogon Mathematical Magazine, Vol. 16, No. 2, October 2008, pp. 1312–1313.
626. Maohua Le and Mihály Bencze: The determine of four sums concerning integral parts and fractional parts (OQ. 2879), Octogon Mathematical Magazine, Vol. 16, No. 2, October 2008, pp. 1321–1323.
627. József Sándor and Mihály Bencze: On the best inequality of type (α+β)L≤ αA+ +βG, α ,β>0 (OQ. 2892), Octogon Mathematical Magazine, Vol. 16, No. 2, October 2008, pp. 1333–1334.
628. József Sándor and Mihály Bencze: On inequality {\displaystyle \sum _{k=1}^{6n}} σ|k|/ψ|k| (OQ. 2958), Octogon Mathematical Magazine, Vol. 16, No. 2, October 2008, pp. 1347–1348.
629. Maohua Le and Mihály Bencze: An upper bound for the sum of σ((k) /ψ(k) (OQ. 2958), Octogon Mathematical Magazine, Vol. 16, No. 2, October 2008, pp. 1348–1350.
630. Maohua Le and Mihály Bencze: An application of the Birkhoff-Vandiver theorem (OQ. 2650), Octogon Mathematical Magazine, Vol. 16, No. 2, October 2008, pp. 1357–1360.
631. Mihály Bencze: The integral method in inequalities theory, Octogon Mathematical Magazine, Vol. 17, No. 1, April 2009, pp. 19–52.
632. Mihály Bencze, Nicuşor Minculete and Ovidiu T. Pop: New inequalities for the triangle, Octogon Mathematical Magazine, Vol. 17, No. 1, April 2009, pp. 70–89.
633. Mihály Bencze: About AM-HM inequality, Octogon Mathematical Magazine, Vol. 17, No. 1, April 2009, pp. 106–116.
634. Mihály Bencze: A Generalization of the logarithmic and the Gauss means, Octogon Mathematical Magazine, Vol. 17, No. 1, April 2009, pp. 117–124.
635. Mihály Bencze: New identities and inequalities in triangle, Octogon Mathematical Magazine, Vol. 17, No. 1, April 2009, pp. 135–148.
636. Mihály Bencze and D.M. Bătineţu-Giurgiu: A cathegory of inequalities, Octogon Mathematical Magazine, Vol. 17, No. 1, April 2009, pp. 149–163.
637. Mihály Bencze: A method to generate new inequalities in triangle, Octogon Mathematical Magazine, Vol. 17, No. 1, April 2009, pp. 173–181.
638. Mihály Bencze and Wei-Dong Jiang: One some new type inequalities in triangle, Octogon Mathematical Magazine, Vol. 17, No. 1, April 2009, pp. 189–192.
639. Mihály Bencze and Nicuşor Minculete: Some applications of certain inequalities, Octogon Mathematical Magazine, Vol. 17, No. 1, April 2009, pp. 199–208.
640. Mihály Bencze and Zhao Changjian: A refinement of Jensen‘s inequality, Octogon Mathematical Magazine, Vol. 17, No. 1, April 2009, pp. 209–214.
641. Mihály Bencze: About a trigonometrical inequality, Octogon Mathematical Magazine, Vol. 17, No. 1, April 2009, pp. 230–236.
642. Mihály Bencze and Yu-Dong Wu: New refinements for some classical inequalities, Octogon Mathematical Magazine, Vol. 17, No. 1, April 2009, pp. 250–254.
643. Mihály Bencze and Yu-Dong Wu: About Dumitru Acu‘s inequality, Octogon Mathematical Magazine, Vol. 17, No. 1, April 2009, pp. 257–264.
644. Mihály Bencze: About a partition inequality, Octogon Mathematical Magazine, Vol. 17, No. 1, April 2009, pp. 272–274.
645. Mihály Bencze and D.M. Bătineţu-Giurgiu: New refinements for AM-HM type inequality, Octogon Mathematical Magazine, Vol. 17, No. 1, April 2009,pp. 277–281.
646. Mihály Bencze: József Wildt International Mathematical Competition, Octogon Mathematical Magazine, Vol. 17, No. 1, April 2009, pp. 306–312.
647. Chen Xiaoyu, Gao Mingzhe and Mihály Bencze: On an Extension of the Hilbert Integral Inequality, Octogon Mathematical Magazine, Vol. 17, No. 2, October 2009, pp. 540–551.
648. Mihály Bencze: About H. Guggenheimer‘s inequality, Octogon Mathematical Magazine, Vol. 17, No. 2, October 2009, pp. 568–579.
649. Mihály Bencze: New identities and inequalities for the identric mean, Octogon Mathematical Magazine, Vol. 17, No. 2, October 2009, pp. 5810–598.
650. József Sándor and Mihály Bencze: On f− amicable pairs, Octogon Mathematical Magazine, Vol. 17, No. 2, October 2009, pp. 627–635.
651. Mihály Bencze and Zhao Changjian: Some new inequalities for means, Octogon Mathematical Magazine, Vol. 17, No. 2, October 2009, pp. 636–638.
652. D.M. Bătineţu-Giurgiu and Mihály Bencze: Extensions of a cathegory of inequalities, Octogon Mathematical Magazine, Vol. 17, No. 2, October 2009, pp. 639–347.
653. Mihály Bencze: New identities and inequalities in triangle, Octogon Mathematical Magazine, Vol. 17, No. 2, October 2009, pp. 653–659.
654. Mihály Bencze and Zhao Changjian: About some elementary inequalities, Octogon Mathematical Magazine, Vol. 17, No. 2, October 2009, pp. 660–666.
655. Mihály Bencze: About Schur‘s inequality, Octogon Mathematical Magazine, Vol. 17, No. 2, October 2009, pp. 678–686.
656. Mihály Bencze and Shanhe Wu: An extension of inequality ∑sinA/2 ≤ 3/2 , Octogon Mathematical Magazine, Vol. 17, No. 2, October 2009, pp. 697–699.
657. Mihály Bencze: About some elementary inequalities, Octogon Mathematical Magazine, Vol. 17, No. 2, October 2009, pp. 707–713.
658. Mihály Bencze: A refinement of some geometrical inequalities, Octogon Mathematical Magazine, Vol. 17, No. 2, October 2009, pp. 716–726.
659. Mihály Bencze: New inequality in tetrahedron, Octogon Mathematical Magazine, Vol. 17, No. 2, October 2009, pp. 732–735.
660. Mihály Bencze and Lili Smarandache: A property of polynomials, Octogon Mathematical Magazine, Vol. 17, No. 2, October 2009, pp. 740–741.
661. Mihály Bencze and Zhao Changjian: Solutions of József Wildt International Mathematical Competition, Octogon Mathematical Magazine, Vol. 17, No. 2, October 2009, pp. 773–797.
662. D.M. Batinetu-Giurgiu and Mihály Bencze: About some trigonometrical Inequalities, Octogon Mathematical Magazine. Vol. 18, No. 1, April 2010, pp. 109–115.
663. Mihály Bencze: The gamma function and the Stirling formula, Octogon Mathtematical Magazine, Vol. 18, No. 2, October 2010, pp. 299–302.
664. Mihály Bencze: Stewart-type inequalities, Octogon Mathematical Magazine, Vol. 18, No. 2, October 2010, pp. 310–317.
665. Mihály Bencze and Zhao Changjian: About angles betrween medians and altitudes in a triangle, Octogon Mathematical Magazine, Vol. 18, No. 2, October 2010, pp. 323–333.
666. Mihály Bencze and Shan-He Wu: A trigonometrical transformation which generate a lot of new inequalities, Octogon Mathematical Magazine, Vol. 18, No. 2, October 2010, pp. 340–356.
667. Mihály Bencze and Zhao Changjian, Solutions of József Wildt International Mathematical Competiton, Edition XX, Octogon MathematicalMagazine, Vol 18, No. 2, October 2010, pp. 378–389.
668. Chao-Ping Chen and Mihály Bencze: Solutions of OQ. 2213, OQ. 2217, OQ. 2218, OQ. 2219, Octogon Mathematical Magazine, Vol 18, No. 2, October 2010, pp. 528–532.
669. D. M. Batinetu-Giurgiu and Mihály Bencze: A new proof of Radon s inequality and some applications, Octogon Mathematical Magazine, Vol 19, No. 1, April 2011, pp. 37–45.
670. Mihály Bencze: Inequalities in triangle for three ransom points, Octogon Mathematical Magazine, Vol 19, No. 1, April 2011, pp. 59–64.
671. D.M. Batietu-Giurgiu and Mihály Bencze: Some generalizations of Nesbitt s inequality, Octogon Mathematical Magazine, Vol 19, No. 1, April 2011, pp. 69–72.
672. Mihály Bencze: A refinement of the inequaity 2s 3R 3, Octogon Mathematical Magazine, Vol 19, No. 1, April 2011, pp. 77–104.
673. Mihály Bencze and Neculai Stanciu: Dumitru Batinetu-Giurgiu, Octogon Mathematical Magazine, Vol 19, No. 1, April 2011, pp. 125–148.
674. Mihály Bencze and Yu-Dong Wu: About O-triangle, Octogon Mathematical Magazine, Vol 19. No. 2, October 2011, pp. 318–320.
675. Mihály Bencze and Gao Mingzhe: Some inequalities for the bisectors in a triangle, Octogon Mathematical Magazine, Vol 19. No. 2, October 2011, pp. 353–364.
676. Mihály Bencze and D.M. Batinetu-Giurgiu: Generalizations of D. Acu s inequality, Octogon Mathematical Magazine, Vol 19, No. 2, October 2011, pp. 375–378.
677. Mihály Bencze and D. M. Batinetu-Giurgiu: A generalization of Matizen s inequality, Octogon Mathematical Magazine, Vol 19. No. 2, October 2011, pp. 386–389.
678. Mihály Bencze and D. M. Batinetu- Giurgiu: About some elementary inequalities, Octogon Mathematical Magazine, Vol 19, No. 2, October 2011, pp. 393– 398.
679. D. M. Batinetu-Giurgiu and Mihály Bencze: About a contest problem, Octogon Mathematical Magazine, Vol 19, No. 2, October 2011, pp. 402–404.
680. Mihály Bencze and Zhao Chang Jian: Solutions of József Wildt International Mathematical Competiton, Edition XXI, Octogon Mathematical Magazine, Vol 19, No. 2, October 2011, pp. 418–429.
681. Choonkil Park, Themistocles M. Rassias and Mihály Bencze: An AQCQ-functional equation in G-normed spaces, Octogon Mathematical Magazine, Vol 20, No 1, April 2012, pp. 36–51.
682. Zhao Chang-jian and Mihály Bencze: On the lower bound for an affine invariant, Octogon Mathematical Magazine, Vol 20, No 1, April 2012, pp. 52–61.
683. Mihály Bencze: A new refinement of Jensen’s inequality, Octogon Mathematical Magazine, Vol 20, No 1, April 2012, pp. 62–68.
684. Mihály Bencze and Shan-He Wu: New identities and its applications in triangle, Octogon Mathematical Magazine, Vol 20, No 1, April 2012, pp. 143–148.
685. Mihály Bencze and Zhao Changjian: Inequalities for medians, altitudes and bisectors in a general triangle, Octogon Mathematical Magazine, Vol 20, No 1, April 2012, pp. 158–162.
686. Mihály Bencze: A method to generate new inequalities using the monotonity of the functions, Octogon Mathematical Magazine, Vol 20, No 1, April 2012, pp. 171–179.
687. D.M. Batinetu-Giurgiu, Mihály Bencze and Neculai Stanciu: A new generalization for an I.M.O. problem and its geomatrical applications: Octogon Mathematical Magazine, Vol 20, No 1, April 2012, pp. 190–199.
688. Mihály Bencze: A new category of inequalities for a general triangle, Octogon Mathematical Magazine, Vol 20, No 1, April 2012, pp. 205–226.
689. D.M. Batinetu-Giurgiu, Mihály Bencze and Neculai Stanciu: Some geometric inequalities in convex polygons, Octogon Mathematical Magazine, Vol 20, No 1, April 2012, pp. 227–233.
690. Cho-Ping Chen and Mihály Bencze: Remarks on an open problem by Bencze (OQ. 3788), Octogon Mathematical Magazine, Vol 20, No 1, April 2012, pp. 409–416.
691. Chao-Ping Chen and Mihály Bencze: Completely monotonic functions relating to the gamma and psi functions with applications, Octogon Mathematical Magazine, Vol 20, Nr 2, October 2012, pp. 449–463.
692. D.M. Batinetu-Giurgiu, Mihály Bencze and Neculai Stanciu: Some applications of Radon’s inequality in triangle, Octogon Mathematical Magazine, Vol 20, Nr 2, October 2012, pp. 468–471.
693. D.M. Batinetu-Giurgiu, Mihály Bencze and Neculai Stanciu: Some Applications of Bergström’s inequality in triangle, Octogon Mathematical Magazine, Vol 20, Nr 2, October 2012, pp. 481–486.
694. D.M. Batinetu-Giurgiu, Mihály Bencze and Neculai Stanciu: Some facts of special sequences, Octogon Mathematical Magazine, Vol 20, Nr 2, October, 2012, pp. 521–541.
695. Mihály Bencze and Marius Dragan: A refinement of Aassilia inequality, Octogon Mathematical Magazine, Vol 20, Nr 2, October 2012, pp. 551–554.
696. Mihály Bencze and Zhao Chang Jian: Solutions of József Wildt International Mathematical Competition, Octogon Mathematical Magazine, Vol 20, Nr 2, October 2012, pp. 604– 624.
697. Mihály Bencze: A generalization and a refinement of the inequality , Octogon Mathematical Magazine, Vol 21, Nr 1, April 2013, pp. 33–42.
698. Mihály Bencze: About the inequality..., Octogon Mathematical Magazine, Vol 21, Nr 1, April 2013, pp. 65–66.
699. Marius Dragan and Mihály Bencze: An irrational refinement of Gerretsen inequality, Octogon Mathematical Magazine, Vol 21, Nr 1, April 2013, pp. 67–70.
700. Marius Dragan and Mihály Bencze: Some estimation of the lower and upper bounds of a seguence represented by the sum of powers of order n, Octogon Mathematical Magazine, Vol 21, Nr 1, April 2013, pp. 80–86.
701. D.M. Batinetu-Giurgiu, Mihály Bencze and Neculai Stanciu: Some applications of J. Radon’s inequality in triangle (II), Octogon Mathematical Magazine, Vol 21, Nr 1, April 2013, pp. 131–138.
702. D. M. Batinetu-Giurgiu, Mihaly Bencze and Neculai Stanciu: Some appilications of H. Bergström’s inequality in triangle (II), Octogon Mathematical Magazine, Vol 21, Nr 1, April 2013, pp. 167–175.
703. Mihály Bencze: One identity and its applications, Octogon Mathematical Magazine, Vol 21, Nr 1, April 2013, pp. 184–188.
704. Mihály Bencze: New inequlities obtained by rearrangement, Octogon Mathematical Magazine. Vol 21, Nr 2, October 2013, pp. 593–612.
705. Nicusor Minculete, Mihály Bencze and Michael Rassias: Inequalities for π(x), Octogon Mathematical magazine, Vol 21, Nr 2, October 2013, pp. 627–630.
706. Mihály Bencze: New type inequalities fot the arctgx function, Octogon Mathematical Magazine, Vol 21, Nr 2, October 2013, pp. 631–640.
707. Mihály Bencze: New inequalities for the classical means, Octogon Mathematical Magazine, Vol 21, Nr 2, October 2013, pp. 660–667.
708. Mihály Bencze and Dragan Marius: About some inequalities in triangle, Octogon Mathematical Magazine, Vol 21, Nr 2, October 2013, pp. 672–677.
709. D. M. Batinetu-Giurgiu, Mihály Bencze and Neculai Stanciu: Some applications of J. Radon’s inequality in triangle (III), Octogon Mathematical Magazine, Vol 21, Nr 2, October 2013, pp. 678–681.
710. Mihály Bencze and Wei-Dong Jiang: Some interesting inequalities in triangle, Octogon Mathematical Magazine, Vol 21, Nr 2, October 2013, pp. 682–687.
711. Mihály Bencze an Rafael Jakimczuk: Some special inequalities, Octogon Mathematical Magazine, Vol 21, Nr 2, October 2013, pp. 692–696.
712. D. M. Batinetu-Giurgiu, Mihály Bencze and Neculai Stanciu: About some polynomial functions: Octogon Mathematical Magazine, Vol 21, Nr 2, October 2013, pp. 697–713.
713. Mihály Bencze and Zhao Changjian: Solutions of Jozsef Wildt International Mathematical Competition, Edition XXIII, Octogon Mathematical Magazine, Vol 21, Nr 2, October 2013, pp. 758–802.
714. Mihály Bencze: About problem 11189 American Mathematical Monthly, Octogob Mathematical Magazine, Vol 22, Nr 1, April 2014, pp. 59–64.
715. D. M. Batinetu-Giurgiu, Mihály Bencze and Neculai Stanciu: Some appilications of H. Bergström’s inequality in triangle (III), Octogon Mathematical Magazine, Vol 22, Nr 1, April 2014, pp. 70–76.
716. Mihály Bencze: The reduction method which generate new and qualitative inequalities, Octogon Mathematical Magazine, Vol 22, Nr 1, April 2014, pp. 113–245.
717. D. M. Batinetu-Giurgiu, Mihály Bencze, Neculai Stanciu and Titu Zvonaru: Some appilications of H. Bergström’s inequality and J. Radon’s inequality in triangle (IV), Octogon Mathematical Magazine, Vol 22, Nr 1, April 2014, pp. 246– 252.
718. D. M. Batinetu-Giurgiu, Neculai Stanciu, Titu Zvonaru and Mihály Bencze: Some refinements of some inequalities and geometric applications: Octogon Mathematical Magazine, Vol 22, Nr 1, April 2014, pp. 257–266.
719. D. M. Batinetu-Giurgiu, Mihály Bencze, Neculai Stanciu and Titu Zvonaru: How we use the injectivity of functions for solving equations, Octogon Mathematical Magazine, Vol 22, Nr 1, April 2014, pp. 272–285.
720. Mihály Bencze: Refinements of Padoa, Euler, Weitzenbock, Hadwiger-Finsler and Tsintsineas Inequalitie, Octogon Mathematical Magazine, Vol 22, Nr 2, October 2014, pp. 616–620.
721. Mihály Bencze and Marius Dragan: A refinement of the inequality…, Octogon Mathematical Magazine, Vol 22, Nr 2, October 2014, pp. 634–639.
722. Jose Luis Diaz Barrero, Mihály Bencze and Marius Dragan: Some inequalities involving convex functions, Octogon Mathematical Magazine, Vol 22, Nr 2, October 2014, pp. 650–658
723. Mihály Bencze: Some new inequalities for radicals, Octogon Mathematical Magazine, Vol 22, Nr 2, October 2014, pp. 659–661.
724. Mihály Bencze: An inequality and his refinements, Octogon Mathematical Magazine, Vol 22, Nr 2, October 2014, pp. 695–699.
725. Mihály Bencze and Marius Dragan: Some estimates of the sum…, Octogon Mathematical Magazine, Vol 22, Nr 2, October 2014, pp. 706–710.
726. Mihály Bencze and Marius Dragan: Some geometric inequalities, Octogon Mathematical Magazine, Vol 22, Nr 2, October 2014, pp. 719–723.
727. Shivam Patel and Mihály Bencze: Classification of number theoretic sequences involving primes and special function, Octogon Mathematical Magazine, Vol 22, Nr 2, October 2014, pp. 771–774.
728. Mihály Bencze and Marius Dragan: A cathegory of geometrical inequalities, Octogon Mathematical Magazine, Vol 22, Nr 2, October 2014, pp. 813–819.
729. D.M. Batinetu-Giurgiu, Mihály Bencze and Neculai Stanciu: Some applications of H. Bergtrom’s inequality and J. Radon’s inequality in triangle (V), Octogon Mathematival Magazine, Vol 22, Nr 2, October 2014, pp. 825–845.
730. Mihály Bencze and Traian Ianculescu: Some corollarys of the convex functions, Octogon Mathematical Magazine, Vol 22, Nr 2, October 2014, pp. 863–871.
731. Mihály Bencze and Marius Dragan: New identities in triangle, Octogon Mathematical Magazine, Vol 22, Nr2, October 2014, pp. 875–879.
732. Mihály Bencze and Yhao Chang Jian: Solutions of Jozsef Wildt International Mathematical Competition, The XXIV Editin, 2014, Octogon Mathematical Magazine, Vol 22, nr 2, October 2014, pp. 921– 1039.
733. Mihály Bencze and Marius Draga: A refinement of OQ. 3623, Octogon Mathematical Magazine, Vol 22, Nr 2, October 2014, pp. 1113–1115.
734. Mihály Bencze, Marius Dragan and Nicolae Papacu: Some inequalities concerning the product P cosA in an acute triangle, Octogon Mathematical Magazine, Vol 22, Nr 2, October 2014, pp. 1167–1170.
735. Mihály Bencze and Marius Dragan: Several inequalities of Erdős-Mordell type, Octogon Mathematical Magazine, Vol 23. Nr 1, April, 2015, pp. 2–32.
736. Mihály Bencze: Cauchy-Schwarz revisited, Octogon Mathematical Magazine, Vol 23, Nr 1, April, 2015, pp. 58–62
737. Mihály Bencze and Marius Dragan: Inequalities for medians, Octogon Mathematical Magazine, Vol 23, Nr 1, April, 2015, pp 68–76.
738. Mihály Bencze and Marius Dragan: New inequalities for the medians, Octogon Mathematical Magazive, Vol 23, Nr 1, April, 2015, pp. 89–102.
739. Mihály Bencze, D.M. Batinetu-Giurgiu and Neculai Stanciu: Some applications of H. Bergrtöm s inequality and J. Radon s inequality in triangle (IV), Octogon Mathematical Magazine, Vol 23, Nr 1, April, 2015, pp. 103–107.
740. Mihály Bencze and Marius Dragan: A solution of the OQ.4671 and OQ: 4758, Octogon Mathematical Magazine, Vol 23, Nr 1, April, 2015, pp. 305–312.
741. Mihály Bencze: About a contest problem, Octogon Mathematical Magazine, Vol 23, Nr 2, October, 2015, pp. 336–343.
742. Mihály Bencze and Marius Dragan: The best Yun’s inequality for bicentric quadrilateral, Octogon Mathematical Magazine, Vol 23, Nr 2, October, 2015, pp. 374–379.
743. Mihály Bencze: About Hayashi’s inequality, Octogon Mathematical Magazine, Vol 23, Nr 2, October, 2015, pp. 380–397.
744. Mihály Bencze and Marius Dragan: An irrational inequality with medians in triangle, Octogon Mathematical Magazine, Vol 23, Nr 2, October, 2015, pp. 403–407.
745. Mihály Bencze, D.M. Batinetu-Giurgiu and Neculai Stanciu: New inequalities in triangle and convex polygons, Octogon Mathematical Magazine, Vol 23, Nr 2, October, 2015, pp. 408–414.
746. Mihály Bencze, Marius Dragan and Nicolae Papacu: Some inequalities concerning the product cos A cosB cos C in an acute triangle, Octogon Mathematical Magazine, Vol 23, Nr 2, October, 2015, pp. 415–418.
747. Mihály Bencze and Zhao Chang Jian, Solutions of József Wildt International Mathematical Competition, Edition XXV, 2015, Octogon Mathematical Magazine, Vol 23, Nr 2, October, 2015, pp. 419–485.
748. Mihály Bencze and Marius Dragan: A solution of the OQ. 4641 and OQ. 4758, Octogon Mathematical Magazine, Vol 23, Nr 2, October, 2015, pp. 653–660.